# Jeux olympiques d'hiver de 1992
Vous lisez un « bon article » labellisé en 2014.
Pour les articles homonymes, voir Jeux olympiques de 1992.
Les Jeux olympiques d'hiver de 1992, officiellement connus comme les XVIes Jeux olympiques d’hiver, ont lieu à Albertville, dans le département de la Savoie, en France, du 8 au 23 février 1992. Les organisateurs désignent l'événement comme les Jeux d'Albertville et de la Savoie. Ce sont les derniers Jeux d'hiver à se dérouler la même année que ceux d'été, avec Barcelone. Pour l'organisation de ces Jeux d'hiver, sept villes sont en compétition et c'est lors du sixième tour que le dossier français remporte les suffrages du Comité international olympique (CIO). Les deux co-présidents du comité d'organisation des Jeux d'Albertville sont Jean-Claude Killy et Michel Barnier. Il s'agit des troisièmes Jeux d'hiver se déroulant en France, après les premiers à Chamonix en 1924, et ceux de Grenoble en 1968.
Ces Jeux d'hiver réunissent 1 801 athlètes issus de 64 nations, qui participent à six sports et 57 épreuves. Désormais, les épreuves de ski acrobatique, de patinage de vitesse sur piste courte ainsi que le biathlon féminin sont disciplines officielles. Par ailleurs, trois disciplines — le ski de vitesse, le curling et les épreuves de sauts et de ballet en ski acrobatique — sont au programme en tant que démonstrations. Curling et saut acrobatique resteront par la suite au programme des Jeux d'hiver. Albertville est le siège de l'organisation de ces Jeux, mais la ville n'accueille en réalité que 18 de ces épreuves. Les autres sites sont répartis sur la vallée de la Tarentaise et du Beaufortain, notamment le ski alpin à Val d'Isère et aux Ménuires pour les hommes et à Méribel pour les dames, tandis que les épreuves de ski de fond et de biathlon ont lieu au col des Saisies. Il s'agit en effet d'une organisation multipolaire entre la ville hôte et le département puisque les Jeux sont codirigés par le président du Conseil général de la Savoie, cogestion que l'on retrouve dans l'appellation officielle de l'événement, « Jeux d'Albertville et de la Savoie ».
À l'issue de ces Jeux d'hiver, l'Allemagne, qui présente pour la première fois depuis 1964 une équipe unifiée, arrive en tête des nations avec 26 médailles dont 10 en or. Elle est suivie par l'Équipe unifiée composée de nations de l'ex-URSS (23 dont 9 en or), et la Norvège (20 dont 9 en or). Les athlètes les plus titrés, Bjørn Dæhlie et Vegard Ulvang, appartiennent d'ailleurs à cette équipe norvégienne. Ils remportent chacun trois médailles d'or, dont une par équipe, et une d'argent, dans les épreuves de ski de fond. En raison de la décision du CIO consistant à décaler les Jeux d'été et d'hiver, ceux de Lillehammer n'ont lieu que deux ans plus tard.

## Sélection de la ville hôte

### Élections des villes hôtes pour l'organisation
Le processus de sélection pour les Jeux olympiques d'hiver de 1992 comprend sept villes. La ville hôte d'Albertville est désignée le 16 octobre 1986, à Lausanne, en Suisse, à l'occasion de la 91e session du CIO. Elle est choisie lors du sixième tour, face aux villes candidates d'Anchorage (États-Unis), de Berchtesgaden (Allemagne), de Cortina d'Ampezzo (Italie), de Lillehammer (Norvège), de Falun (Suède), et de Sofia (Bulgarie),.
Sur les sept villes, six se trouvent sur le continent européen, la septième se trouvant en Amérique du Nord. La ville de Cortina d'Ampezzo (Italie) avait été sélectionnée pour organiser les Jeux olympiques d'hiver de 1944 (annulés en raison du contexte international), elle renouvelle sa candidature pour les Jeux d'hiver de 1952 avant d'être désignée pour accueillir ceux de 1956. Elle est à nouveau en lice pour l'organisation des Jeux de 1988 puis ceux de 1992. La ville de Lillehammer (Norvège) sera quant à elle l'organisatrice des futurs Jeux olympiques d'hiver de 1994.
| Ville             | Pays                 | 1er tour | 2e tour | 3e tour | 4e tour | 5e tour | 6e tour |
| ----------------- | -------------------- | -------- | ------- | ------- | ------- | ------- | ------- |
| Albertville       | France               | 19       | 26      | 29      | 42      | -       | 51      |
| Sofia             | Bulgarie             | 25       | 25      | 28      | 24      | -       | 25      |
| Falun             | Suède                | 10       | 11      | 11      | 11      | 41      | 9       |
| Lillehammer       | Norvège              | 10       | 11      | 9       | 11      | 40      | -       |
| Cortina d'Ampezzo | Italie               | 7        | 6       | 7       | -       | -       | -       |
| Anchorage         | États-Unis           | 7        | 5       | -       | -       | -       | -       |
| Berchtesgaden     | Allemagne de l'Ouest | 6        | -       | -       | -       | -       | -       |

Le même jour est désignée la ville organisatrice des Jeux olympiques d'été de 1992. Barcelone l'emporte face à Paris, avec 47 voix contre 23. La France est le seul pays à présenter une double candidature pour l'organisation de ces Jeux d'été et d'hiver. Certains iront jusqu'à supposer que la désignation d'Albertville fut une compensation offerte à la France.
C'est par ailleurs lors de cette 91e session que le CIO décide d'organiser désormais en alternance les Jeux d'été et d'hiver, et non plus la même année.

### Candidature d'Albertville
La possibilité d'une candidature de la ville d'Albertville (sous-préfecture, 17 000 habitants) et du département de la Savoie est envisagée au début des années 1980. L'idée est lancée par les deux futurs coprésidents de ces Jeux d'hiver, l'ancien triple champion olympique Jean-Claude Killy et le député de la Savoie et président du Conseil général de la Savoie, Michel Barnier, lors du Critérium de la première neige qui se déroule dans la station de Val d'Isère, le 5 décembre 1981,. Le 11 juin 1982, ils présentent leur projet au maire d'Albertville, Henri Dujol. Le 11 décembre 1982, la première conférence de presse est organisée lors du Critérium de la première neige. Jean-Claude Killy, Michel Barnier et Henri Dujol, le maire d'Albertville, annoncent officiellement la candidature de la ville et du département savoyard aux Jeux olympiques d'hiver. Le 26 janvier suivant, le dossier de candidature est officiellement déposé auprès du Comité national olympique et sportif français (CNOSF). Quelques mois plus tard, les deux personnalités présentent le dossier de localisation des futures épreuves olympiques. La promotion pour la candidature savoyarde démarre. Un Comité de candidature d'Albertville aux Jeux olympiques d'hiver voit le jour le 27 avril 1984. La candidature reçoit le soutien officiel du président de la République française, François Mitterrand, en septembre.
Les membres du comité se déplacent pour présenter leur dossier à la 90e session du CIO à Berlin-Ouest. Lors de la 91e session se déroulant à Lausanne (Suisse), le 17 octobre 1986, au terme de 6 tours de vote, le CIO attribue au dossier savoyard l'organisation des XVIe Jeux d'hiver de 1992.
Le choix de proposer Albertville et la Savoie pour l'organisation de ces Jeux d'hiver repose sur plusieurs paris. Le premier est de faire la promotion de la région touristique savoyarde, de profiter d'un « effet vitrine ». L'organisation de cet événement planétaire doit aussi permettre d'apporter un développement économique à une région qui connaît, tout comme le reste du pays, la crise économique, accentuée depuis quelques années par la crise de « l'or blanc », mais aussi ayant pour objectif de moderniser le territoire savoyard,,. En raison des enneigements inégaux des dernières années, du coût d'un séjour à la montagne et des infrastructures vieillissantes, les stations de sports d'hiver savoyardes connaissent une baisse et un ralentissement de leurs activités vers la fin des années 1980. Ce développement doit donc passer par des investissements conjoints de l'État et des collectivités locales afin de moderniser les infrastructures d'accueil et d'hébergement, de communication. Comme le souligne Rémy Charmetant, directeur général de l'Agence touristique départementale de la Savoie, « la problématique a d'abord été une problématique d'infrastructures touristiques, transformée en une problématique sportive, pour déboucher sur du développement économique durable », dans un article paru en 2006.

## Organisation
Le comité d'organisation des Jeux voit le jour le 24 février 1987 sous le nom officiel de « Comité d'organisation des Jeux olympiques d'hiver d'Albertville et de la Savoie » (COJO),. Michel Barnier, député de la Savoie et président du Conseil général de la Savoie, le préside. À la demande du président du CIO, Samaranch, au mois d'avril, Jean-Claude Killy est nommé coprésident du COJO.
Le 3 mai 1988, Jean Albert Corrand fut nommé Directeur Général du COJO en remplacement de Claude Villain,.
Le COJO est composé de 31 membres, sept du mouvements sportifs et olympiques (Maurice Herzog, Nelson Paillou, Philippe Chatrier...), huit représentants des collectivités locales (Charles Millon, Louis Besson...), huit représentants de l’État (Roger Bambuck, Manuel Valls, Christian Prouteau...) et enfin huit personnalités qualifiés (Laurent Boix-Vives, Léo Lacroix, Jean Glavany...).

### Aspects économiques
En novembre 1987, un protocole d'accord est signé entre le Comité d'organisation (COJO), l'État français et le département de la Savoie afin de financer l'organisation des Jeux d'hiver. Le budget prévisionnel est estimé à 3,176 milliards de francs (env. 640 M €). Les deux coprésidents du COJO annoncent dans une formule que « Les Jeux paieront les Jeux » ; ils prévoient notamment que la plupart des aménagements verront une reconversion au lendemain des Jeux. Toutefois, ce projet de financement ne prend pas en compte le coût des infrastructures parallèles comme les voies de communication, ni ceux réalisés dans l'ensemble du secteur touristique, notamment les rénovations ou créations des lieux d'hébergement (pour les réalisations voir la section « Sites et aménagements »).
La région Rhône-Alpes apportera un soutien financier de 3,7 millions de francs au dossier de candidature savoyard ainsi que des investissements dans différentes infrastructures.
Afin de financer une partie des dépenses des réalisations et d'organisation, le COJO met en place un partenariat avec le secteur privé en créant le « Club Coubertin » permettant de regrouper les différents sponsors de ces Jeux,, le 8 septembre 1988,. Ce club réunit douze entreprises partenaires qui seront associées aux multinationales du Programme TOP II, le programme international de marketing des Jeux olympiques (voir ci-après). Les deux premières entreprises à s'engager dans l'aventure sont La Poste et IBM France. Elles seront rejointes par dix autres sociétés (le Crédit lyonnais, BIS, AGF, Renault, la SNCF, Yoplait-Candia, France Télécom, Évian, Alcatel et Thomson). Chaque partenaire doit débourser entre 50 et 70 millions de francs (env. 7,5 M €) pour en devenir membre, ce qui permet d'engranger 800 millions de francs de recette.
D'autres entreprises, n'appartenant pas au monde du sport, ont elles aussi participé au financement de l'aventure en déboursant une somme d'un montant minimum de 500 000 francs. On appelle ces partenaires privés le « Club des Quinze », qui réunit des acteurs de l'économie et du développement ou des multinationales françaises de renom (AGF, Arthur Andersen Consulting, Caisse des dépôts et consignations et Caisse des dépôts développement, Chambre de commerce et d'industrie de la Savoie (CCI), Club Méditerranée, Évian, EDF, Lyonnaise des eaux, Matra, Péchiney, Pomagalski, Saint-Gobain-SGE, Savoie-Aménagement, Thomson, Ugine S.A.-Sacilor),. Au niveau local, la CCI de Savoie a collecté le soutien financier d'entreprises, associations ou personnes privées.
Par ailleurs, le programme TOP permet au COJO d'obtenir un pourcentage sur le versement réalisé au CIO pour le déroulement des Jeux en 1992, soit environ 345 millions de francs (environ 58 M €),. Les recettes publicitaires (apports Programme Top + Club Coubertin) s'évaluent donc à environ 1,145 milliard de francs.
La diffusion du déroulement des Jeux est obtenue par le groupe américain IMG de McCormack au prix d'environ 1,48 milliard de francs,. Ce dernier, qui négocie les tarifs avec les chaînes de télévision, reçoit à titre de consultation une partie des recettes de marketing. Les droits de retransmission télévisés rapportent environ 289 millions $ ou 296 millions $, dont 243 millions $ pour les chaînes américaines dont la majeure partie provient de CBS, et 18 millions $ pour les droits pour l'Europe.

#### Bilan financier
Au lendemain de la fin des Jeux (24 février 1992), les organisateurs annoncent que le déficit ne dépassera pas les 200 millions de francs. Lors du bilan final, le COJO annonce que 941 650 billets ont été vendus (soit 20 % de plus que ceux initialement prévus) et ont rapporté 144 millions de francs de recettes. Quelques mois plus tard (en juin 1992), on fait état d'un déficit de 300 millions de francs.
Le coût final estimé des Jeux — l'organisation, les aménagements globaux — est de 12 milliards de francs (Chiffres de 1992 et 1996),. De nombreuses critiques sont avancées sur le coût de ces Jeux, notamment sur l'origine des fonds publics (État-Région-Département-Communes) nécessaires pour les investissements. Le bilan financier final montre que 7,7 milliards de francs (env. 1,18 milliard d’euros) ont été consacrés principalement pour les aménagements connexes de l'organisation des Jeux, soit 4 milliards pour les voies routières et leurs infrastructures, 0,5 milliard pour les voies ferrées et les gares, 0,6 milliard pour les télécommunications et 0,1 milliard pour les aéroports. Les autres dépenses concernent les énergies (eau, électricité), les bâtiments (logements, hôpitaux, centres et monuments culturels). Ces investissements pour rénover et aménager la Savoie ont cependant une conséquence pour les villes et villages olympiques (pour les détails voir la section « Sites et aménagements ») pour qui le financement mène à 288 millions de francs de déficit et donc à l'endettement de certaines de ces collectivités.
En 2012, lors des célébrations du vingtième anniversaire de l'organisation des Jeux, le bilan est nuancé. Le président du Conseil général de la Savoie, Hervé Gaymard (héritier de Michel Barnier), rappelle que ces Jeux ont permis au département de « [gagner] 20 ans » en modernisant les infrastructures notamment du point de vue de l'accès (routier, ferroviaire) aux stations de sport d'hiver. Par ailleurs, ceux-ci ont eu un impact sur l'image même de la Savoie qui s'est diffusée travers le monde, mais aussi sur les produits locaux, comme le souligne le président de la Chambre de commerce et d'industrie de la Savoie, René Chevalier. En 2001, les revenus du tourisme dans le département généreraient environ 4,5 milliard d’euros, soit 50 % de la richesse du département (2001). Le bilan financier, contrairement à la formule annoncée des deux présidents du COJO (« Les Jeux paieront les Jeux »), est moins positif. Le poids de l'endettement consécutif aux différents investissements varie selon les communes. Le département a dû combler un déficit de 70 millions de francs (env. 10,67 M €), sachant que l'État a pris en charge 75 % de celui du fonctionnement des Jeux et qu'il n'a pas réclamé le remboursement d'un prêt de 386 millions de francs (58,8 M €). En 2012, il semble que l'essentiel du déficit des Jeux (environ 42,5 M €) ait été résorbé, même si le coût d'entretien de certains équipements n'est pas toujours en équilibre. Ainsi à Albertville, les équipements réalisés lors des Jeux – halle olympique, stade et théâtre – ont un déficit de fonctionnement annuel de 1,13 M € ou encore à La Plagne, la piste de bobsleigh a un coût de 0,5 M € par an.

### Identité visuelle

L'emblème des Jeux représente une flamme aux couleurs historiques de la Savoie, au-dessus de deux traits aux couleurs du drapeau tricolore, avec les anneaux olympiques et le mot « Albertville 92 ».

Armoiries du comté, puis duché de Savoie, « De gueules à la croix d'argent ».

L'emblème des Jeux est choisi par le COJO. Il représente une flamme olympique rouge sur fond blanc, sur laquelle est dessinée une croix blanche, qui reprend les couleurs du blason « De gueules à la croix d'argent » de la Savoie historique. De la flamme partent, de part et d'autre, cinq lignes rouges parallèles. Ce logotype a été réalisé par Bruno Quentin (membre de l'ASADAC - Agence technique départementale de Savoie) et adopté, dans sa première version, par le COJO. En 1988, à la suite de la cérémonie de clôture des Jeux de Calgary de 1988, il est modifié par l'Agence Desgrippes & Associés pour recevoir en dessous de la flamme deux traits, rouge et bleu, rappelant le drapeau tricolore (direction artistique : Alain Doré) et la typographie est redessinée par Pierre Katz (designer). L'emblème sera gardé en tant que logo de la ville. 
Très tôt, le comité organisateur veut mettre en place une mascotte olympique. Dans un premier temps, un chamois de la Vanoise en pull blanc est utilisé, selon le souhait du coprésident Michel Barnier, lors de la cérémonie de clôture des Jeux à Calgary en 1988,. Cependant, ce dernier sera remplacé par un personnage imaginaire, un lutin en forme d'étoile dénommé Magique,. La nouvelle mascotte est dévoilée en 1989. Elle a été élaborée par un jeune plasticien, Philippe Mairesse,, reprenant les couleurs du drapeau tricolore français,. Depuis l'apparition d'une mascotte olympique aux Jeux olympiques d'hiver de 1968 à Grenoble et l'officialisation de son usage en 1976, Magique est le premier personnage à ne pas être un animal.

### Identité sonore
Pour ces Jeux olympiques, la ville d'Albertville a défini, par l'intermédiaire de son COJO, ce que devait être l'identité sonore de ces Jeux, soit la musique officielle qui accompagnerait tous les événements et toutes les compétitions des Jeux, ainsi que les génériques et habillages sonores des retransmissions radios et télévisions géré par l'ORTO (Organisme radio télévision olympique).
Une copie stratégie a été établie, et trois mots sont sortis de ce document que souhaitait le COJO : « montagne », « jeunesse » et « sport »[réf. nécessaire].
Philippe d'Aram a gagné le concours pour l'attribution de cette identité sonore : La musique officielle des Jeux[réf. nécessaire]. Il propose, dans un premier temps, une maquette au COJO. Cette musique comprend trois parties, liée aux trois mots clés devant être illustrés. Pour la jeunesse, le compositeur utilise une cour de récréation et un chœur d'enfants ; pour la montagne, une flute de pan et l’écho caractéristique de la montagne ; enfin, une rythmique d'orchestre pour le sport[réf. nécessaire]. Elle est interprétée par l'Orchestre de Paris et la chorale d'enfants de la Maîtrise des Hauts-de-Seine dirigée par Francis Bardot. Le COJO décide de faire de cette musique l'hymne officiel de ces Jeux olympiques.
Cette musique a suivi tout le parcours de ces JO, de la flamme olympique à la musique d'attente sur les lieux des compétitions, de l'habillage radio et TV aux remises de médailles des lauréats olympiques. Les partenaires officiels des Jeux olympiques ont utilisé cette musique pour leur image de marque, notamment de IBM France, La Poste, la SNCF et Renault[réf. nécessaire].

### Nations participantes

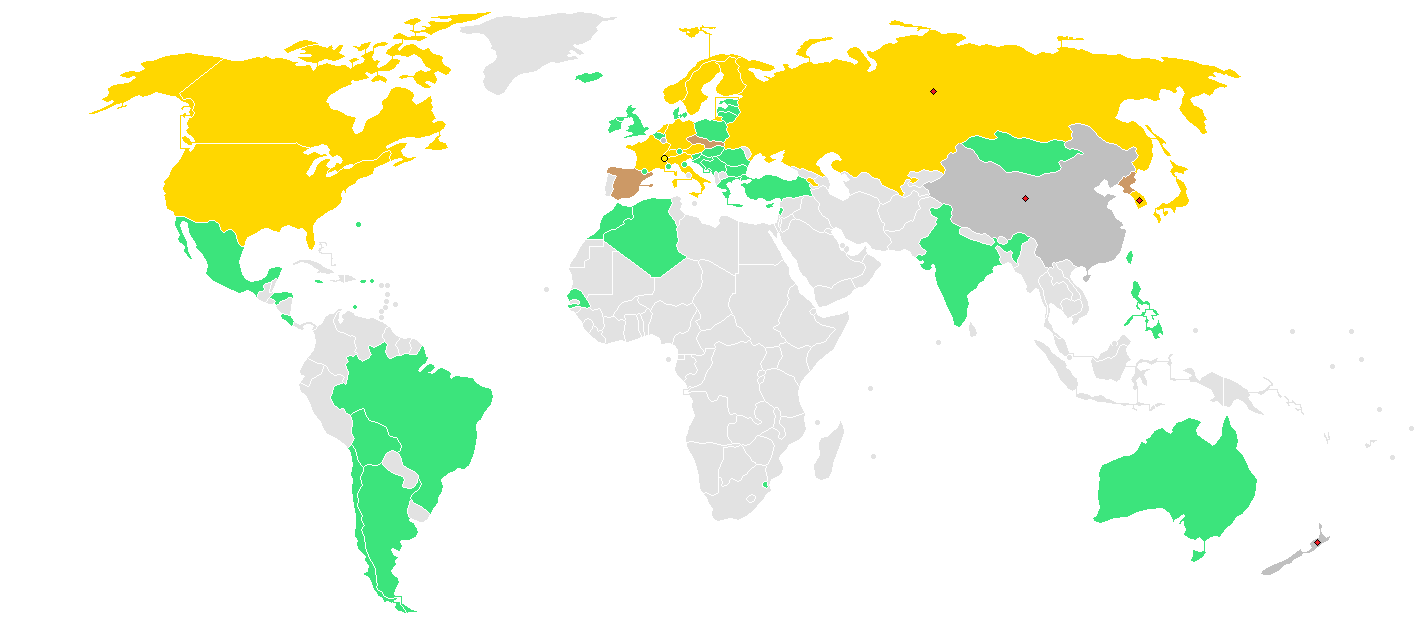
64 nations participent aux Jeux.

À l'occasion de ces XVIes olympiades d'hiver, 64 nations envoient 1 801 athlètes participer à la compétition,, dont 488 femmes et 1 313 hommes. Par rapport aux derniers Jeux de Calgary de 1988, sept nouveaux pays et 378 athlètes supplémentaires participent à ces jeux d'hiver.
Le contexte international, faisant suite aux bouleversements du début des années 1990 — effondrement du bloc soviétique, réunification de l'Allemagne, dislocation de la Yougoslavie — ont amené la création de nouveaux États qui participent pour certains à leurs tout premiers Jeux. Ainsi, l'Allemagne présente une seule équipe pour la première fois depuis 1952, ou 1964 si l'on prend en compte l'Équipe unifiée d'Allemagne rassemblant les deux blocs. L'effondrement de l'URSS amène quant à lui la première participation depuis 1936 des équipes des pays baltes d'Estonie et de Lettonie, alors qu'il s'agit de la première participation de l'équipe lituanienne depuis 1928. Une partie des autres pays de l'ex-Union soviétique (Russie, Belarus, Ukraine, Kazakhstan et Ouzbékistan), membres de la Communauté des États indépendants, participent sous les couleurs de l'Équipe unifiée. Enfin, la dislocation de la république fédérative socialiste de Yougoslavie provoque la toute première participation à des Jeux des nations de Croatie et de Slovénie, qui ont obtenu leur indépendance en juin 1991,. Les sanctions internationales à l'encontre de l'ancienne fédération yougoslave amènent une participation autonome de la Serbie,. L'État bosniaque n'étant reconnu qu'au mois d'avril, il n'envoie pas de délégation.
Les Jeux sont l'occasion d'accueillir des nations olympiques sans tradition de sports d'hiver. Parmi elles, on note la participation de cinq pays présentant un seul athlète : le Swaziland avec le skieur Keith Fraser (né en Écosse), les Bermudes avec le lugeur Simon Payne, le Honduras et le fondeur Jenny Palacios-Stillo, les Philippines et le skieur Michael Teruel, ainsi que le Luxembourg et le skieur Marc Girardelli.
L'équipe algérienne participe pour la première fois à des Jeux d'hiver en présentant quatre skieurs, dont une femme.
| Afrique | Afrique | Afrique | Afrique |
| --- | --- | --- | --- |
| - Algérie (4) | - Maroc (12) | - Sénégal (2) | - Swaziland (1) |
| Amérique | | | |
| - Antilles néerlandaises (2) - Argentine (20) - Bermudes (1) - Bolivie (4)                                                                      | - Brésil (7) - Canada (108) - Chili (5) - Costa Rica (4)                                                                                   | - États-Unis (147) - Honduras (1) - Jamaïque (5)                                                                                              | - Mexique (20) - Porto Rico (6) - Îles Vierges des États-Unis (12)                                                                   |
| Asie | | | |
| - Chine (32) - Taipei chinois (8) - Corée du Nord (20)                                                                                          | - Corée du Sud (23) - Inde (2) | - Japon (60) - Liban (4) | - Mongolie (4) - Philippines (1) |
| Europe | | | |
| - Allemagne (111) - Andorre (5) - Autriche (58) - Belgique (5) - Bulgarie (31) - Chypre (4) - Croatie (4) - Danemark (6) - Équipe unifiée (129) | - Espagne (17) - Estonie (19) - Finlande (62) - France (109) - Grande-Bretagne (48) - Grèce (8) - Hongrie (24) - Irlande (4) - Islande (5) | - Italie (107) - Lettonie (23) - Liechtenstein (7) - Lituanie (6) - Luxembourg (1) - Monaco (5) - Norvège (80) - Pays-Bas (19) - Pologne (53) | - Roumanie (23) - Saint-Marin (3) - Slovénie (27) - Suède (73) - Suisse (74) - Tchécoslovaquie (74) - Turquie (8) - Yougoslavie (25) |
| Océanie | | | |
| - Australie (21) | - Nouvelle-Zélande (6) | | |

## Déroulement
Les cérémonies d'ouverture et de clôture, mises en scène par le chorégraphe Philippe Decouflé, ainsi que 18 des 57 épreuves se déroulent à Albertville intra-muros. Les autres épreuves ont lieu dans les stations de ski proches de La Tarentaise et du Beaufortain : Les Arcs, Courchevel, Les Ménuires, Méribel, La Plagne, Pralognan-la-Vanoise, Les Saisies, Tignes et Val-d'Isère. Le village olympique est situé à Brides-les-Bains et les centres de presse à Moûtiers - centre international de Radio et Télévision - et à  La Léchère - centre principal de Presse. Les villages d'accueil des XVIe Jeux Olympiques d'hiver sont Valmorel et la Tania.

### Relais de la flamme olympique
Environ 5 500 relayeurs de 15 à 20 ans sont choisis pour porter le flambeau,. Le relais a une longueur totale d'environ 5 536 km,. La flamme, allumée par les rayons du soleil le 14 décembre 1991 à Olympie (Grèce), rallie la France via le Concorde, à l'intérieur d'une lampe de mineur,. À l'arrivée à l'aéroport de Paris-Charles-de-Gaulle, la championne cycliste Catherine Marsal réceptionne le flambeau olympique de 1,5 kg, réalisé en acier inoxydable dans les usines d'Ugine-Savoie et symbolisant les cornes des vaches de race tarentaise, d'après une conception de Philippe Starck. Cette première étape française démarre et permettra de rallier 63 départements et plus de 2000 villes, en passant par le village natal de Pierre de Coubertin, Mirville, jusqu'à son arrivée dans le stade pour la cérémonie d'ouverture le 8 février 1992,.
La Poste, entreprise publique et membre du « Club Coubertin », s'est investie en tant que coorganisatrice de l'événement.
Le 6 février, à 12 h 21, la flamme entre en Savoie, au son de l'hymne savoyard, Les Allobroges, joué par la fanfare du 27e BCA. Deux jours plus tard, le dernier porteur de la flamme qui doit embraser la vasque en acier est un choix symbolique du coprésident Killy, il s'agit du footballeur Michel Platini, alors sélectionneur de l'équipe de France de football, « parce qu'il est le Français le plus célèbre dans le monde »,. Le sportif sera accompagné dans ses dernières foulées par un jeune savoyard de 9 ans, originaire de Valloire en Maurienne (l'autre grande vallée de la Savoie), François-Cyrille Grange,,.

### Cérémonie d'ouverture

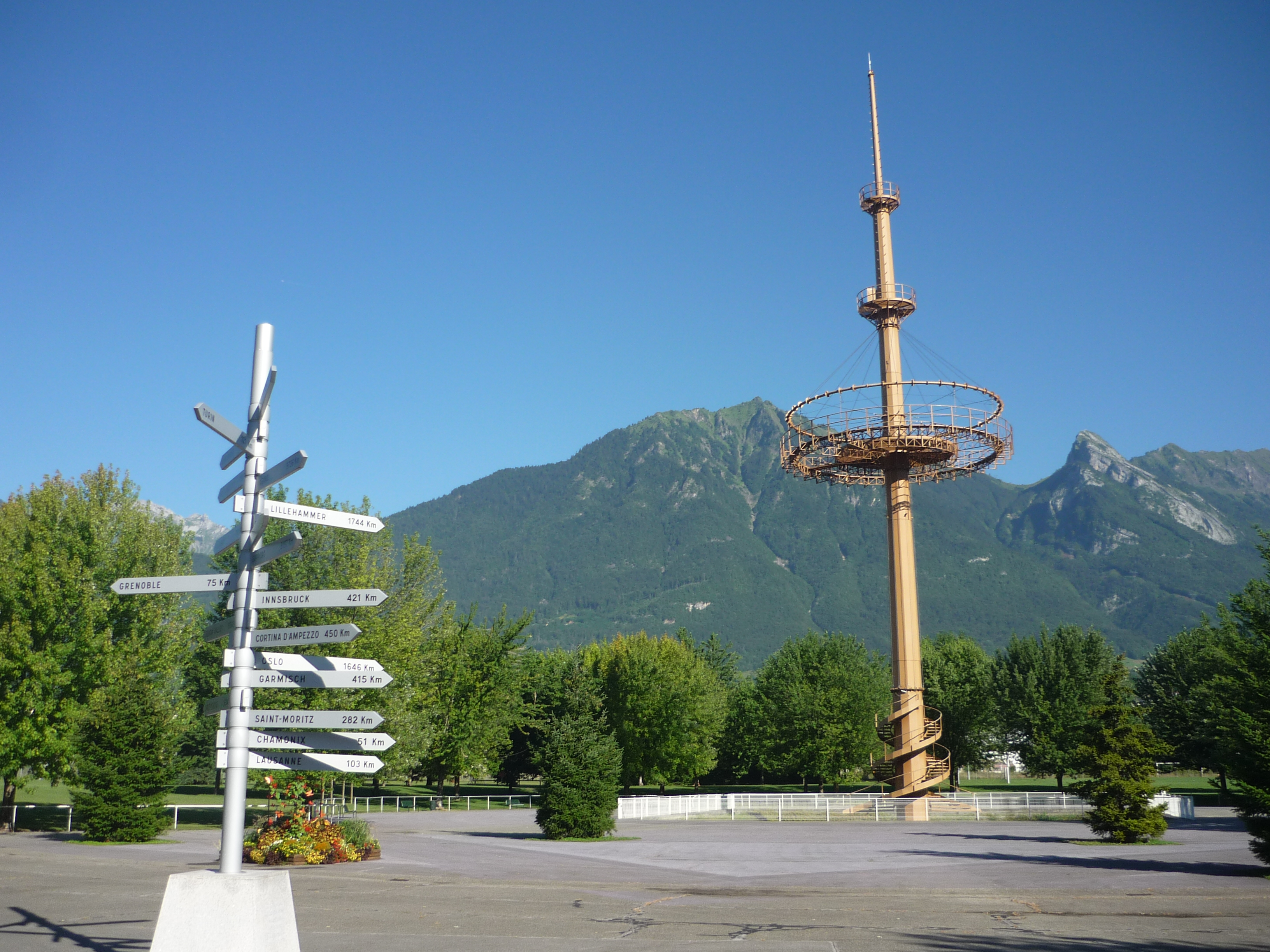
Le mât Olympique ou axis mundis de l'enceinte du stade olympique.

La cérémonie d'ouverture des XVIes Jeux olympiques d'hiver débute le 8 février, à 17 h, et se déroule dans le théâtre des Cérémonies. La mise en scène est confiée au jeune chorégraphe, auteur de plusieurs spectacles lors du défilé du bicentenaire de la Révolution française en 1989, Philippe Decouflé, et à la Société Téléma,. Au départ, c'était le cinéaste Jean-Jacques Annaud qui était envisagé dès 1989, mais le budget proposé était trop important (le budget maximum devait être de 110 millions de francs). Robert Hossein avec la société Euro Disney était aussi envisagé. La cérémonie olympique respecte le rituel instauré depuis 1896 sous l'égide du baron de Coubertin avec une partie classique, qui est suivie depuis les années 1980 par une partie plus artistique. La partie traditionnelle commence par la présentation de l'emblème des anneaux et de la devise olympique, puis la revue des drapeaux et des délégations, le serment des athlètes, l'embrasement de la vasque olympique,. Toutefois, le chorégraphe français bouleverse cette organisation en mélangeant les deux parties.

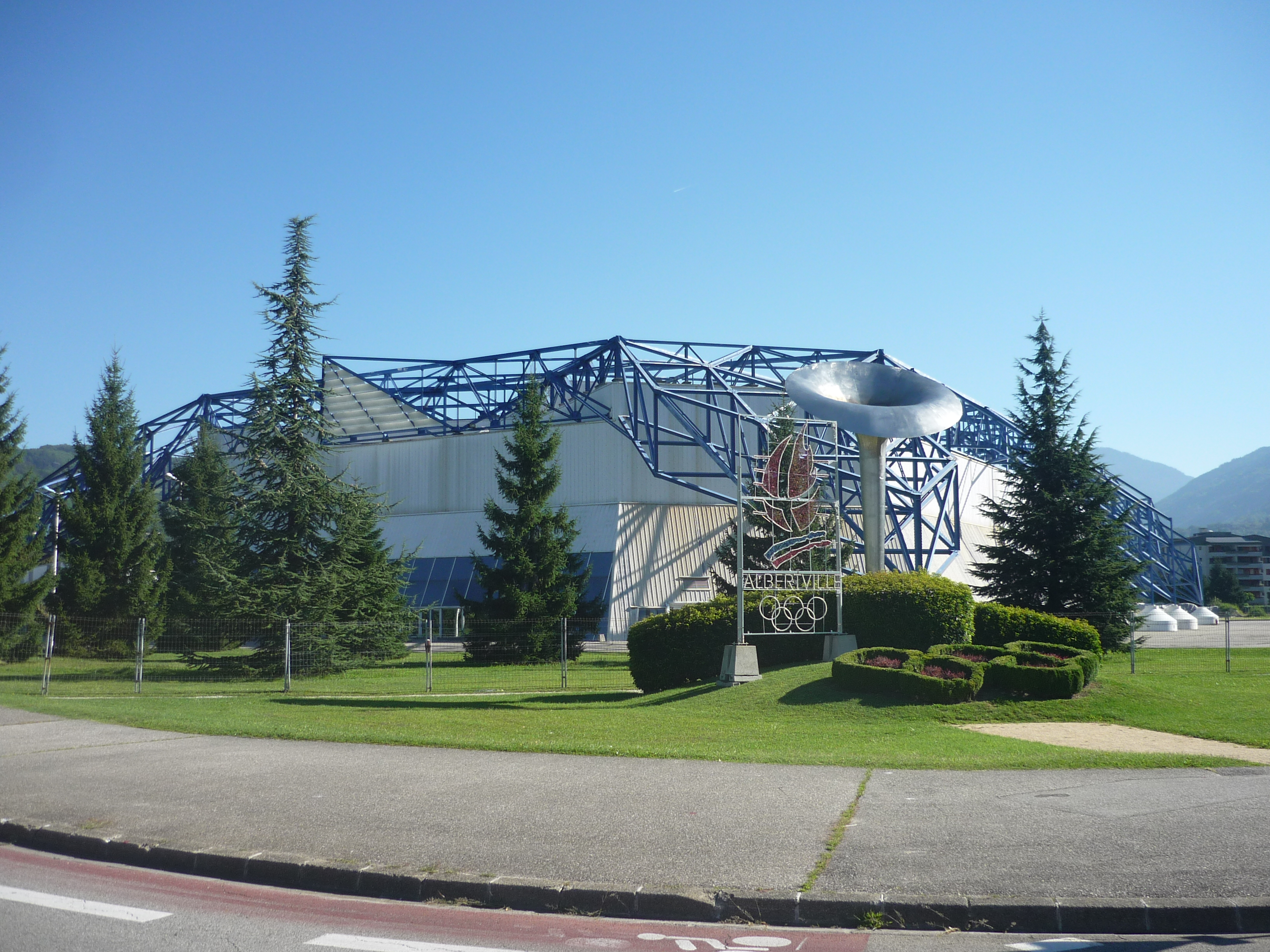
La halle olympique avec la vasque au 1er plan

Ainsi la cérémonie d'Albertville s'ouvre devant les 35 000 spectateurs présents dans le stade et devant deux milliards de téléspectateurs. 1 808 athlètes et officiels des 64 nations défilent dans le stade, au son de percussions, avant de s'installer dans le théâtre des Cérémonies. Ensuite, vient une première partie du spectacle qui s'organise autour d'un mât central (un axis mundis) et une scène d'environ 1 ha. Un soin particulier est apporté dans la décoration de l'arène olympique qui reprend les symboles folkloriques savoyards : reconstitution d'une montagne savoyarde à l'entrée du stade, décorations (frises, étoiles, rosaces). Le podium des annonces officielles reprend les codes architecturaux d'un balcon d'un chalet d'alpage. Au cours de la soirée, ce seront 3 000 artistes, professionnels ou amateurs locaux, qui participeront à ce spectacle,. Ils sont habillés par le plasticien Philippe Guillotel. L'ouverture est proclamée par François Mitterrand, président de la République française, debout entre Jean-Claude Killy et Michel Barnier, et en présence de Juan Antonio Samaranch, président du CIO. Une jeune fille haut-savoyarde de 12 ans, Séverine du Peloux, en robe savoyarde stylisée avec une jupe composée de poupées savoyardes, entonne a cappella la Marseillaise,. La jeune patineuse française, Surya Bonaly, prononce le serment des athlètes,. Elle succède à Léo Lacroix, qui eut le même honneur lors des Jeux de Grenoble.
Le théâtre est survolé par la Patrouille de France, qui a choisi l'année précédente Jean-Claude Killy comme parrain. Par six fois une ola traverse le stade, à laquelle le président Mitterrand, bien que fatigué, participera,. Puis vient le tour du dernier porteur de la flamme, Michel Platini, qui s'avance dans le stade pour la dernière étape menant à la vasque. Il rejoint au milieu de l'espace le jeune François-Cyrille Grange avant de grimper les escaliers menant à la vasque,.

### Calendrier
À l'origine, les dates prévues pour les Jeux étaient du 1er au 16 février[réf. nécessaire]. En janvier 1989, lors d'une réunion se déroulant dans la station de Courchevel, le COJO présente son calendrier permettant l'organisation des 57 épreuves ainsi que celle des 8 épreuves de démonstration. Lors de cette réunion, il est décidé, après consultation des fédérations internationales et d'autres parties intéressées, que les Jeux seraient retardés d'une semaine[réf. nécessaire]. Le calendrier s'étale du samedi 8 au dimanche 23 février 1992. Celui-ci évolue assez peu, en ski alpin seule l'épreuve féminine du Super G subit un report de 24 h.
La toute première épreuve à ouvrir ces Jeux se déroule dans la patinoire de Méribel-les-Allues. L'équipe de France de hockey est opposée au Canada. Cette dernière l'emporte 3 à 2. Mis à part le jour d'ouverture, au moins une finale a lieu chaque jour, la dernière, le 23 février, jour de clôture des Jeux, étant la finale du hockey opposant le Canada à l'équipe unifiée. Le score final est de 1-3.
| CO | Cérémonie d'ouverture | ● H/D | Épreuve(s) Hommes ou Dames | 1 | Finale d'épreuve officielle | CC | Cérémonie de clôture |

| février 1992                         | 8 Sam | 9 Dim             | 10 Lun       | 11 Mar         | 12 Mer      | 13 Jeu           | 14 Ven          | 15 Sam            | 16 Dim           | 17 Lun        | 18 Mar        | 19 Mer       | 20 Jeu     | 21 Ven    | 22 Sam     | 23 Dim | Épreuves |
| ------------------------------------ | ----- | ----------------- | ------------ | -------------- | ----------- | ---------------- | --------------- | ----------------- | ---------------- | ------------- | ------------- | ------------ | ---------- | --------- | ---------- | ------ | -------- |
| Cérémonies                           | CO    |                   |              |                |             |                  |                 |                   |                  |               |               |              |            |           |            | CC     | —        |
| Biathlon                             |       |                   |              | 1 7,5 km D     | 1 10 km H   |                  | 1 3x7,5 km D    |                   | 1 4x7,5 km H     |               |               | 1 15 km D    | 1 20 km H  |           |            |        | 6        |
| Bobsleigh                            |       |                   |              |                |             |                  |                 |                   | ● x 2            | 1 x 2         |               |              |            |           | ● x 4      | 1 x 4  | 2        |
| Luge                                 |       | ● simple H        | 1 simple H   | ● simple D     | 1 simple D  |                  | 1 double H      |                   |                  |               |               |              |            |           |            |        | 3        |
| Combiné nordique                     |       |                   |              |                | ● K 90      | ● 15 km          |                 |                   |                  |               | 1 K 90 équipe | 1 3x10km     |            |           |            |        | 2        |
| Hockey sur glace                     | ●     | ●                 | ●            | ●              | ●           | ●                | ●               | ●                 | ●                | ●             | ●             | ●            | ●          | ●         | ●          | 1      | 1        |
| Curling                              |       |                   |              |                |             |                  |                 |                   |                  |               | ● 2 jeux      | ● 2 jeux     | ● 2 jeux   | ● 1 jeux  | ● 2 jeux   | 1      | —        |
| Patinage artistique                  |       | ● original couple |              | 1 libre couple |             | ● original H     | ● imposée danse | 1 libre H         | ● original danse | 1 libre danse |               | ● original D |            | 1libre D  | ● Exhib x4 |        | 4        |
| Saut à ski                           |       | 1 K 90            |              |                |             |                  | 1 K 120 équipe  |                   | 1 K 120          |               |               |              |            |           |            |        | 3        |
| Ski alpin                            |       | 1 descente H      | ● combiné H  | 1 combiné H    | ● combiné D | 1 combiné D      |                 | 1 descente D      | 1 Super G H      | 1 Super G D   | 1 Géant H     | 1 Géant D    | 1 Slalom D |           | 1 Slalom H |        | 10       |
| Ski de vitesse                       |       |                   |              |                |             |                  |                 |                   |                  | ●             | ●             |              | ●          | 1         |            |        | —        |
| Ski acrobatique                      |       | ●                 | 2 ballet H/D |                | ●           | 2 bosses H/D     |                 | ●                 | 2 saut H/D       |               |               |              |            |           |            |        | 2        |
| Ski de fond                          |       | 1 15 km D         | 1 30 km H    |                |             | 2 10 km H 5 km D |                 | 2 15 km H 10 km D |                  | 1 4x5km D     | 1 4x10km H    |              |            | 1 30 km D | 1 50 km H  |        | 10       |
| Patinage de vitesse                  |       | 1 3000m D         | 1 500m D     |                | 1 1500m D   | 1 5000m H        | 1 1000m D       | 1 500m H          | 1 1500m H        | 1 5000m D     | 1 1000m H     |              | 1 10000m H |           |            |        | 10       |
| Patinage de vitesse sur piste courte |       |                   |              |                |             |                  |                 |                   |                  |               | ●             |              | 2 H/D      | 2 H/D     |            |        | 4        |
| Nombre total de finales              | 0     | 4                 | 3            | 3              | 3           | 6                | 4               | 5                 | 4                | 5             | 4             | 3            | 5          | 4         | 2          | 2      | 57       |
| Total                                | 0     | 4                 | 7            | 10             | 13          | 19               | 23              | 28                | 32               | 37            | 41            | 44           | 49         | 53        | 55         | 57     | 57       |

### Épreuves

#### Épreuves officielles

##### Biathlon
Les compétitions de biathlon ont lieu sur le stade olympique de ski nordique des Saisies. Six épreuves sont au programme : individuel, sprint et relais, pour les femmes et pour les hommes. Elles sont disputées par 196 athlètes, 99 femmes et 116 hommes, représentant de  28 pays. L'Allemagne est la nation la plus médaillée avec l'obtention de sept médailles, dont 3 en or. La deuxième place des nations les plus médaillées revient à l'Équipe unifiée avec six médailles, dont deux en or. La dernière médaille d'or revient à l'équipe féminine française de relais.
Le biathlète allemand Mark Kirchner remporte lors de ces Jeux deux médailles d'or (dont l'une au relais) et une d'argent, tandis que sa compatriote Antje Misersky-Harvey obtient une médaille d'or en individuel et deux d'argent en sprint et relais.

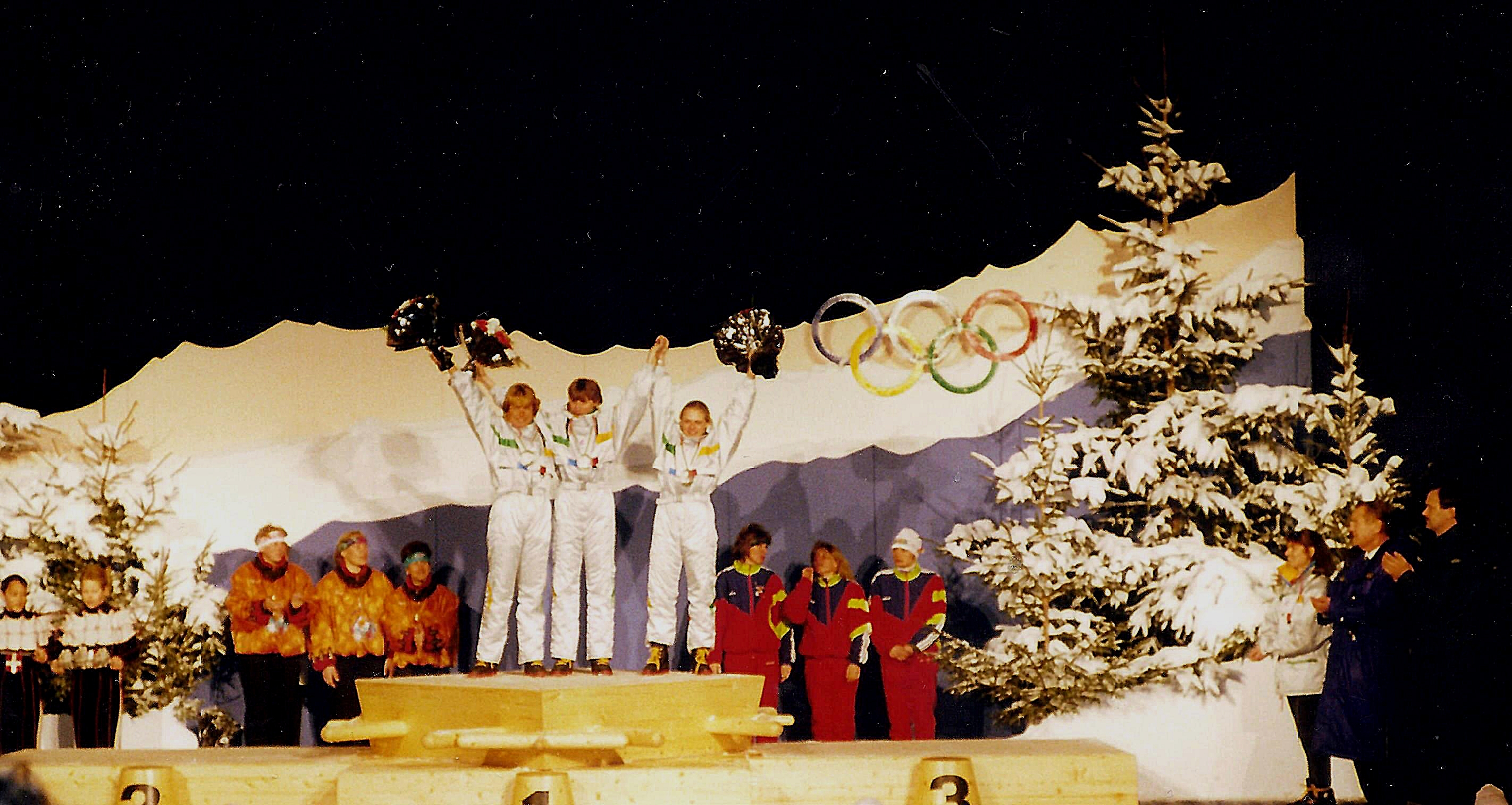
Cérémonie de remise des médailles du relais femmes 3×7,5 km.

##### Bobsleigh
Les deux épreuves (masculines) de bobsleigh, à deux et à quatre, se déroulent sur la piste olympique de la station de La Plagne. 159 athlètes, représentants de  25 pays, participent à ces épreuves. L'équipe allemande est la nation la plus médaillée avec l'obtention de trois médailles, deux d'argent et une de bronze.
L'épreuve du bob à deux est remportée par les athlètes suisses, Donat Acklin et Gustav Weder, devant les deux équipes allemandes, et les quarante-quatre autres équipes participantes,. Lors de cette épreuves, 21 nations présentent 2 équipages.
L'épreuve du bob à quatre, au cours de laquelle 31 équipes sont engagées (dont 10 nations présentant deux équipages), est remportée par les quatre athlètes autrichiens, devant les Allemands et les Suisses,. Cette médaille de bronze permet aux deux athlètes suisses Donat Acklin et Gustav Weder de remporter deux médailles lors de ces jeux.

##### Combiné nordique
Les épreuves de combiné nordique se déroulent sur le tremplin de saut à ski de la station de Courchevel ainsi que sur une piste de ski de fond tracée au cœur du village du Praz. Les épreuves individuelles hommes et par équipes (3 individus) réunissent 46 athlètes de 12 pays.
Les Français Fabrice Guy et Sylvain Guillaume obtiennent respectivement les médailles d'or et d'argent, devant l'Autrichien Klaus Sulzenbacher,.
Le Japon remporte l'épreuve par équipe devant la Norvège et l'Autriche,. Malgré son bon classement lors de la compétition individuelle, l'équipe française terminera en 4e place.

##### Hockey sur glace
Les matches de hockey sur glace ont lieu dans la nouvelle patinoire de Méribel. 12 équipes, réunissant 267 athlètes en provenance de 12 nations, s'affrontent entre le samedi 8 et le dimanche 22 février,,. Deux groupes de 6 équipes s'affrontent. Le premier match oppose l'équipe de France à l'équipe canadienne, du groupe B. Cette dernière l'emporte 3 à 2.
Les matchs du groupe A voient l'équipe américaine arriver en tête avec 9 points, suivie des équipes suédoise (8 points), finlandaise (7 points) et allemande (4 points).
Le Groupe B est dominé par les trois équipes du Canada, de l'équipe unifiée et de la Tchécoslovaquie qui terminent ex aequo avec 8 points. Les Français terminent quatrième, réussissant l'exploit d'atteindre les quarts de finale où ils s'inclineront face aux Américains (4 à 1).
La finale oppose l'équipe du Canada à l'équipe unifiée (ex-URSS qui avait été médaille d'or lors des Jeux précédents). Le score final est de 1-3,. La petite finale oppose les Tchécoslovaques aux Américains qui perdent 6 à 1,.
Les trois meilleurs marqueurs de la compétition sont le Canadien Joé Juneau (15 points), le Russe Andreï Khomoutov (14 points) et le Tchécoslovaque Robert Lang (13 points). L'équipe unifiée obtient le trophée du fair-play.

##### Luge
Les épreuves masculines et féminines de luge, individuelles et double mixte, se déroulent sur la piste de luge de la station de La Plagne. 89 athlètes, 24 femmes et 65 hommes, participent à ces trois épreuves et proviennent de 22 nations. Deux nations se distinguent lors de ces épreuves, l'Allemagne et l'Autriche qui obtiennent chacune quatre médailles pour leur pays. L'équipe allemande remporte deux or (individuelle homme et double-mixte), une argent et une bronze, tandis que l'autrichienne remporte une or (individuelle femme), deux argent et une bronze.

##### Patinage artistique
Les quatre épreuves de patinage artistique (femmes, hommes, couple mixte et danse sur glace) se déroulent dans la Halle olympique de la ville hôte, Albertville. Lors des compétitions ce sont 133 athlètes, dont 66 femmes et 67 hommes, qui s'affrontent. Ils sont originaires de 28 pays. L'équipe unifiée remporte cinq médailles dont trois en or lors des épreuves hommes, en couple mixte et en danse sur glace. Elle est suivie par l'équipe américaine avec trois médailles dont une en or à l'épreuve femmes.
L'équipe française n'obtient qu'une médaille d'argent avec le couple Isabelle Duchesnay et Paul Duchesnay lors de l'épreuve de danse sur glace. Surya Bonaly, qui avait prêté serment au nom de l'ensemble des athlètes, et malgré de bons résultats aux championnats du monde et d'Europe, n'arrive qu'en 5e place du programme femmes. Elle se fait remarquer lors du programme libre avec un quadruple boucle piqué. Enfin, la patineuse de l'épreuve par couples, Line Haddad, est la plus jeune athlète engagée durant ces jeux (13 ans au début des Jeux, fêtant son 14e anniversaire le jour même de son épreuve). Elle finit avec son partenaire Sylvain Privé en 16e place,,.

##### Patinage de vitesse
Les dix épreuves de patinage de vitesse femmes et hommes se déroulent sur l'anneau de vitesse construit de façon temporaire sur la commune d'Albertville. 154 athlètes en provenance de 23 pays, dont 59 femmes et 95 hommes, s'affrontent.
Sur les dix épreuves, les athlètes allemands dominent les compétitions en obtenant onze médailles dont cinq en or lors des épreuves de 500 m et 1 000 m hommes, ainsi que les épreuves femmes de 1 500 m et de 3 000 m et 5 000 m remportées par Gunda Niemann (elle a obtenu la médaille d'argent au 1 500 m). Durant le 5 000 m, les Allemandes montent sur les trois marches du podium. Déjà lors des Jeux d'hiver précédents de 1984 et 1988, l'Allemagne de l'Est était arrivée en tête des nations les plus titrées. Les épreuves jusque-là dominées par les Européens ou les Nord-Américains voient la concurrence de nouvelles nations qui montent sur les deux premières marches du podium, avec les équipes du Japon (4 médailles), de la Chine (2 médailles d'argent) et la Corée du Sud (1 médaille d'argent).

##### Patinage de vitesse sur piste courte
Le patinage de vitesse sur piste courte (ou short track) devient sport officiel à l'occasion de ces Jeux d'hiver d'Albertville. Il fut sport de démonstration lors des Jeux de Calgary (1988). Les quatre épreuves hommes et femmes, avec deux épreuves individuelles et deux relais, se déroulent dans la Halle olympique d'Albertville,.
Pour cette première compétition, qui trouve son origine en Amérique du Nord avant d'avoir été exportée en Asie, 16 nations présentent 86 athlètes, 42 femmes et 44 hommes. Les patineurs sud-coréens et canadiens dominent les différentes épreuves. Ainsi, les athlètes coréens remportent trois médailles dont deux en or, alors que les Canadiens en obtiennent eux aussi trois dont une seule en or.
À l'occasion de ces premiers Jeux, quatre athlètes obtiennent deux médailles olympiques. Le Sud-Coréen Kim Ki-hoon remporte les deux épreuves de vitesse sur piste courte (1 000 et 5 000 m en relais). Son compatriote, Jun-Ho Lee, obtient la troisième place au 1 000 m et la médaille d'or en relais. L'Américaine Cathy Turner obtient elle aussi deux médailles (une or et une argent en relais). Le dernier athlète à obtenir deux médailles (argent) est le Canadien Frédéric Blackburn.

##### Saut à ski
Les épreuves de saut à ski se déroulent sur les tremplins du Praz dans la station de Courchevel. Les épreuves individuelles hommes et par équipes (3 individus) réunissent 63 athlètes originaires de 17 pays. Aucun changement par rapport aux derniers Jeux, avec les mêmes compétitions, le saut sur tremplin normal (ou K90 hommes), le saut sur gros tremplin (ou K120 hommes) et enfin le saut sur gros tremplin par équipes.
Le plus jeune d'entre eux est le sauteur à ski finlandais Toni Nieminen, qui a 16 ans. Il remportera deux médailles d'or (gros tremplin en individuel et par équipe) et une de bronze (tremplin normal), devenant ainsi le plus jeune médaillé d'or des Jeux,. L'équipe autrichienne remporte cependant 5 médailles au cours des différentes épreuves avec une médaille d'or en tremplin normal avec le sauteur Ernst Vettori, devant son compatriote Martin Höllwarth, qui obtient également une seconde médaille d'argent sur le grand tremplin. Lors de cette même épreuve, leur compatriote Heinz Kuttin prend la troisième place. Enfin, l'équipe autrichienne gagne la médaille d'argent par équipe, devant les Tchécoslovaques.

##### Ski acrobatique
L'épreuve des bosses en ski acrobatique se déroule dans la station de Tignes. Cette nouvelle épreuve, masculine et féminine, qui se déroule en une manche qualificative et une finale, rejoint le cercle des sports olympiques. L'épreuve de saut acrobatique ne deviendra officielles que lors des Jeux suivants en 1994, alors que le ballet n'aura connu son apparition sur la scène olympique qu'à ces jeux d'Albertville. Ce seront 71 athlètes, 24 femmes et 47 hommes, originaires de 18 nations, qui seront les pionniers de la compétition olympique.
À l'issue de la compétition hommes, les Français Edgar Grospiron (or) et Olivier Allamand (argent) remportent les deux premières médailles de l'histoire des bosses olympiques, devant l'Américain Nelson Carmichael. Lors de l'épreuve féminine, c'est l'Américaine Donna Weinbrecht qui remporte la première médaille d'or en bosses, devant la Russe Elizaveta Kozhevnikova (équipe unifiée) et la Finlandaise Stine Lise Hattestad.

##### Ski alpin
Les différentes épreuves de ski alpin sont dispersées sur plusieurs sites. Ainsi les quatre épreuves masculines, la descente, le slalom géant, le super G et le combiné se déroulent sur la face de Bellevarde de la station de Val-d'Isère,. Seule l'épreuve de slalom hommes est organisée dans la vallée voisine, sur le territoire de la station des Ménuires,. Enfin, les épreuves féminines de ski alpin se passent sur la piste du Roc de Fer de Méribel,. 321 athlètes participent aux différentes épreuves de ski alpin, 111 femmes et 210 hommes provenant de 50 pays.
Toutes épreuves confondues, l'équipe autrichienne moissonne huit médailles dont trois en or : deux pour la skieuse Petra Kronberger (slalom, combiné) et une pour le descendeur Patrick Ortlieb. Le skieur italien Alberto Tomba, porte-drapeau de sa délégation, conserve son titre olympique en slalom géant et remporte la médaille d'argent en slalom. Ses deux compatriotes Josef Polig et Deborah Compagnoni obtiennent chacun une médaille d'or, respectivement en combiné et super G. Les autres récompenses suprêmes sont obtenues en super G hommes par le Norvégien Kjetil André Aamodt ; son compatriote Finn Christian Jagge obtient celle de slalom. Les épreuves femmes sont remportées pour la descente par la Canadienne Kerrin Lee-Gartner et le slalom géant par la suédoise Pernilla Wiberg. Le skieur Marc Girardelli obtient deux médailles d'argent en super G et slalom géant pour le Luxembourg.
Le bilan de l'équipe de Suisse, qui doit se contenter de la médaille de bronze en combiné de Steve Locher, est catastrophique avec la faillite totale de ses leaders qui brillent pourtant en Coupe du Monde.
L'équipe de France obtient trois médailles. Le double médaillé (or et bronze) de Calgary, Franck Piccard, monte sur la seconde marche du podium en descente, se trouve en 18e position en slalom géant, et abandonne lors du super G. Carole Merle remporte également une médaille d'argent en super G. Enfin, Florence Masnada, qui a remporté la coupe du monde de combiné en 1991, obtient une troisième place dans cette discipline.

##### Ski de fond
Les dix épreuves hommes et femmes de ski de fond se déroulent sur le stade olympique de ski nordique des Saisies. 40 nations participent aux différentes épreuves, envoyant 84 femmes et 139 hommes.
Alors que les trois dernières olympiades avaient été dominées par les athlètes soviétiques, finlandais et suédois, les Jeux d'Albertville voient confirmée la montée des fondeurs norvégiens ainsi que des Italiens.
L'équipe unifiée, qui succède à l'ancienne équipe soviétique, remporte neuf médailles dont trois en or grâce à ses athlètes féminines : Lioubov Iegorova (deux d'or, deux d'argent) et Elena Välbe (quatre de bronze) gagnent chacune quatre médailles en individuel en plus du titre olympique en relais. C'est pourtant l'équipe norvégienne qui domine le classement en obtenant elle aussi neuf médailles. En effet, les cinq épreuves masculines sont remportées par les fondeurs norvégiens, qui engrangent en tout huit médailles. Bjørn Dæhlie, et Vegard Ulvang, obtiennent ainsi 2 médailles d'or et une d'argent, ainsi qu'une médaille d'or à l'épreuve de relais. Quant à l'équipe italienne, elle obtient pas moins de huit médailles dont trois (or, argent, bronze par équipe) pour la fondeuse Stefania Belmondo, qui obtient par ailleurs une 4e et une 5e place dans les deux autres épreuves.

#### Sports de démonstration
Lors de ces Jeux, le ski de vitesse, le curling et les épreuves de sauts et de ballet en ski acrobatique sont présentés en tant que démonstrations. Le curling faisait partie du programme olympique lors des Jeux de Chamonix (1924) en tant qu'épreuve officielle puis lors des Jeux de Lake Placid (1932) et de Calgary (1988) en tant que démonstration.

##### Curling
Les épreuves de curling, femmes et hommes, se déroulent sur la patinoire de Pralognan-la-Vanoise. Elles débutent le 17 février et les finales ont lieu le 22 février. Un problème sur l'unité de réfrigération oblige l'épreuve à se dérouler sur les deux seules pistes praticables. Ce sont 80 athlètes, 40 femmes et 40 hommes, originaires de 11 pays, qui participent à ces épreuves de démonstration.
Lors de l'épreuve hommes, huit équipes de huit nations s'opposent en deux poules : Norvège, Suisse, Royaume-Uni et Australie dans la Poule A, et Canada, États-Unis, France et Suède dans la Poule B. À l'issue des matchs de qualifications, la finale oppose la Norvège à la Suisse, qui l'emporte (7-6).
Lors des épreuves femmes, huit équipes de huit nations s'opposent en deux poules : Allemagne, Norvège, Royaume-Uni et Japon dans la Poule A, et  Canada, Danemark, France et Suède dans la Poule B. Les équipes féminines allemandes et norvégiennes sont qualifiées pour la finale. L'Allemagne l'emporte 9 à 2.

##### Ski acrobatique
À la suite de la première Coupe du monde en 1981 et des premiers championnats en 1986, les disciplines de ski acrobatique deviennent des sports olympiques en 1992. Tignes se voit l'organisatrice des trois épreuves. La station était déjà le lieu d'accueil des championnats en 1986. L'épreuve des bosses (ou hot dog) devient officiellement un sport olympique, alors que les épreuves de ballet (ou acroski) ou de saut restent des sports en démonstration (ce dernier deviendra un sport olympique aux Jeux suivants de 1994).
Les épreuves de ballet, femmes et hommes, se déroulent les 9 (éliminatoires) et 10 février (finales). Celles du saut ont lieu les 15 (éliminatoires) et 16 février (finales).

##### Ski de vitesse
Les épreuves de ski de vitesse se déroulent sur la piste de la station des Arcs 2000. Les épreuves hommes et femmes se déroulent en deux poules les 18 et 19 février. Les demi-finales ont lieu deux jours plus tard, le lendemain ce sont les finales.
Les deux premiers champions olympiques sacrés lors de ces épreuves sont le Français Michaël Prüfer avec 229,232 km/h, réalisant ainsi un nouveau record du monde, et la Finlandaise Tarja Mulari avec 219,245 km/h.
Cette épreuve est toutefois marquée par le décès du skieur de vitesse suisse Nicolas Bochatay.

### Cérémonie de clôture
Le dimanche 23 février, les Jeux se clôturent avec la mise en scène de Philippe Decouflé. Cette cérémonie de clôture respecte les temps forts du protocole olympique tout en intégrant des spectacles entre chacun d'eux. Ainsi débute un spectacle de danse et d'acrobaties d'une vingtaine de minutes, avant l'entrée de l'ensemble des athlètes derrière les porte-drapeaux. Le maire d'Albertville, Henri Dujol, remet symboliquement, par l'intermédiaire de Juan Antonio Samaranch, président du CIO, le drapeau olympique à son homologue Audun Tron, maire de Lillehammer, ville organisatrice des prochains Jeux olympiques d'hiver de 1994. Comme le prévoit la Charte olympique, une présentation culturelle de la ville norvégienne a eu lieu.
Pour la suite de la cérémonie, le chorégraphe a invité 19 groupes folkloriques des deux départements savoyards à se produire dans l'arène olympique. Plus de 300 danseurs effectuent des démonstrations de danse traditionnelle, puis ils seront rejoints par plus de 300 enfants des écoles d'Albertville, alors que des guides de haute-montagne descendent le mât. Le président Samaranch prononce le discours de clôture des Jeux. La flamme est ensuite éteinte. À la fin de la cérémonie, un feu d'artifice est tiré et un grand bal s'ouvre pour l'ensemble du public sur l'immense scène. Le coprésident Jean-Claude Killy résumera ce soir-là son sentiment face à la semaine écoulée et à cette cérémonie : « Heureuse la société capable d'une telle fête ».

### Tableau des médailles
Lors des Jeux d'hiver, 171 médailles dans les douze disciplines, soit 57 épreuves, ont été remises aux différents athlètes. Vingt des soixante-quatre nations participant à ces Jeux remportent au moins une médaille, comme détaillé dans le tableau ci-après. Quatorze pays remportent au moins une médaille d'or et dix-sept nations ont plus d'une médaille. L'équipe allemande est celle qui a engrangé le plus de médailles avec 26 médailles, suivie par l'équipe unifiée avec 23 médailles. Ces deux équipes, lors des Jeux de Calgary de 1988, avaient aussi obtenu les deux premières positions, cependant il s'agissait dès lors de l'équipe d'URSS (1re position avec 29 médailles) et de l'équipe de l'Allemagne de l'Est (2e position avec 25 médailles, l'Allemagne de l'Ouest en avait obtenu 8). La troisième marche de ces Jeux revient à l'équipe de Norvège avec 20 médailles obtenues. La fois précédente, cette place revenait à la Suisse (15 médailles), la Norvège n'ayant obtenu que la douzième place.
L'équipe de France, pays organisateur, arrive en septième position avec neuf médailles, atteignant le record obtenu lors des Jeux de Grenoble de 1968, mais où la France était montée sur la 3e marche. Aux Jeux de Calgary, elle n'avait obtenu que deux médailles.
- Pays organisateur ( France)

| Rang | Nation           | Or | Argent | Bronze | Total |
| ---- | ---------------- | -- | ------ | ------ | ----- |
| 1    | Allemagne        | 10 | 10     | 6      | 26    |
| 2    | Équipe unifiée   | 9  | 6      | 8      | 23    |
| 3    | Norvège          | 9  | 6      | 5      | 20    |
| 4    | Autriche         | 6  | 7      | 8      | 21    |
| 5    | États-Unis       | 5  | 4      | 2      | 11    |
| 6    | Italie           | 4  | 6      | 4      | 14    |
| 7    | France           | 3  | 5      | 1      | 9     |
| 8    | Finlande         | 3  | 1      | 3      | 7     |
| 9    | Canada           | 2  | 3      | 2      | 7     |
| 10   | Corée du Sud     | 2  | 1      | 1      | 4     |
| 11   | Japon            | 1  | 2      | 4      | 7     |
| 12   | Pays-Bas         | 1  | 1      | 2      | 4     |
| 13   | Suède            | 1  | 0      | 3      | 4     |
| 14   | Suisse           | 1  | 0      | 2      | 3     |
| 15   | Chine            | 0  | 3      | 0      | 3     |
| 16   | Luxembourg       | 0  | 2      | 0      | 2     |
| 17   | Nouvelle-Zélande | 0  | 1      | 0      | 1     |
| 18   | Tchécoslovaquie  | 0  | 0      | 3      | 3     |
| 19   | Corée du Nord    | 0  | 0      | 1      | 1     |
| 20   | Espagne          | 0  | 0      | 1      | 1     |

### Sportifs les plus médaillés
L'athlète la plus médaillée de ces Jeux est la fondeuse russe Lioubov Iegorova. Elle remporte cinq médailles (trois d'or et deux d'argent) en cinq épreuves.
La Norvège arrive en troisième place des nations les plus titrées notamment grâce à ses deux fondeurs, Bjørn Dæhlie, et Vegard Ulvang,, qui remportent chacun 2 médailles d'or et une d'argent, ainsi qu'une médaille d'or au relais 4 × 10 km.
Le biathlète allemand Mark Kirchner remporte quant à lui trois médailles dont deux en or lors des trois épreuves de biathlon. Sa compatriote Gunda Niemann gagne également trois médailles dont deux d'or lors des épreuves de patinage de vitesse.
Plusieurs athlètes obtiennent deux médailles d'or dans leur discipline :
- La skieuse autrichienne Petra Kronberger obtient les médailles d'or lors des épreuves de slalom et de combiné[125].
- La patineuse de vitesse américaine Bonnie Blair, médaillée d'or sur 500 m à Calgary avec un record du monde (39"10), monte cette fois-ci sur la plus haute marche du podium sur 500 m et sur 1 000 m[126],[127].
- Le patineur de vitesse sur piste courte sud-coréen Kim Ki-hoon est lui aussi champion olympique dans les deux épreuves de vitesse sur piste courte (1 000 et 5 000 m)[90].

Lors de ces Jeux, le jeune sauteur à ski finlandais Toni Nieminen, âgé de 16 ans, devient double médaillé d'or en grand tremplin et par équipe. Il devient surtout le plus jeune champion olympique dans l'histoire des Jeux d'hiver,.

## Sites et aménagements
Treize sites sont retenus pour l'accueil (trois sites) et le déroulement des 57 épreuves de ces Jeux d'hiver (dix sites). Ces derniers se répartissent entre la ville hôte, Albertville, qui accueille 18 épreuves, et les stations de sport d'hiver de la vallée de la Tarentaise. Cette organisation multipolaire en fait un cas atypique dans l'organisation des Jeux dans la mesure où la majorité des épreuves se déroulent en dehors du lieu d'accueil. L'ensemble des sites prévus par le dossier de candidature est respecté.

### Sites d'accueil et d'hébergement
| \| Albertville Les Saisies Moûtiers Brides-les-Bains La Tania Valmorel La Léchère \| Localisation des services et des athlètes · lors du déroulement des Jeux · en Savoie. |
| Albertville Les Saisies Moûtiers Brides-les-Bains La Tania Valmorel La Léchère                                                                                             |

Le site d'Albertville en tant que ville hôte est le siège du COJO de 1986 à 1992. Elle est aussi le lieu de déroulement des cérémonies d'ouverture et de fermeture de ces XVIes Jeux d'hiver. Ces dernières ont lieu dans le stade ouvert de quelque 30 à 35 000 places du théâtre des Cérémonies. Par ailleurs, la ville s'offre une modernisation de ses infrastructures en faisant construire un nouvel hôpital, un centre culturel. Cinq nouveaux hôtels sont aussi construits. La Région finance la rénovation et l'agrandissement du Lycée du Sauvay qui accueille le COJO durant les Jeux.
La station thermale de Brides-les-Bains (606 habitants), spécialisée dans le traitement de l'obésité et des rhumatismes, en aval des stations de Méribel et de Courchevel, est choisie pour accueillir le « village olympique ». Toutefois, étant donné les distances séparant les sites des différentes épreuves, les organisateurs feront le choix de désigner les stations de La Tania et de Valmorel comme « Village d'Accueil des XVIe Jeux olympiques d'Hiver d'Albertville ». Ces lieux seront complétés par d'autres structures d'accueil situées dans les villages des Saisies (initialement prévu comme village annexe), de Val d'Isère, de Tignes, des Arcs et de La Plagne. Par ailleurs, la réputation de la station de Courchevel attirera les membres du CIO qui y séjourneront. Finalement seuls 800 membres des délégations nationales sur 2 000 seront hébergés à Brides-les-Bains.
La station thermale de Brides-les-Bains obtient par ailleurs la construction d'un télécabine lui permettant d'être reliée à la station de Méribel, et de fait aux pistes des Trois Vallées, ainsi qu'un lifting pour le centre du bourg. La commune investit 200 millions de francs dans une modernisation de ces infrastructures. Elle construit une nouvelle mairie, rénove son Grand Hôtel des Thermes, acquiert et rénove le casino, modernise son centre-ville, et fait construire une école, un centre d'accueil et d'animation. Par ailleurs, 90 millions de francs sont consacrés pour la création d'un nouvel établissement thermal dont la gestion est confiée à la Société européenne de Thermalisme. Enfin, 80 millions sont investis pour l'aménagement du télécabine de l'Olympe. Ces lourds investissement vaudront à la commune d'être mise en saisine par la chambre régionale des comptes en raison d'un fort déficit (69 millions de francs).
Les médias sont répartis sur deux sites. La ville de Moûtiers, capitale historique de la vallée de la Tarentaise, accueille le centre international de Radio-Télévision (CIRTV), un bâtiment réalisé en 1991 par l'architecte Denis Sloan, sur une ancienne friche industrielle de la commune, pour 125 millions de francs, et qui occupe 22 000 m² (dont 8 000 m² démontables). Pas moins de 1 400 personnes (journalistes et techniciens) se relayeront durant la période des Jeux, 24 heures sur 24.
La résidence Radiana, sur la commune de  La Léchère, accueille le Centre principal de presse (CPP). La station connaît une nouvelle jeunesse à partir de 1986 dans la perspective de ces Jeux et la construction de ce nouveau bâtiment, qui comprend une salle de presse, un laboratoire de photographie, une salle de conférence etc. La grande salle accueillera environ 2 500 journalistes de presse écrite, originaires de différents pays.

### Sites des épreuves

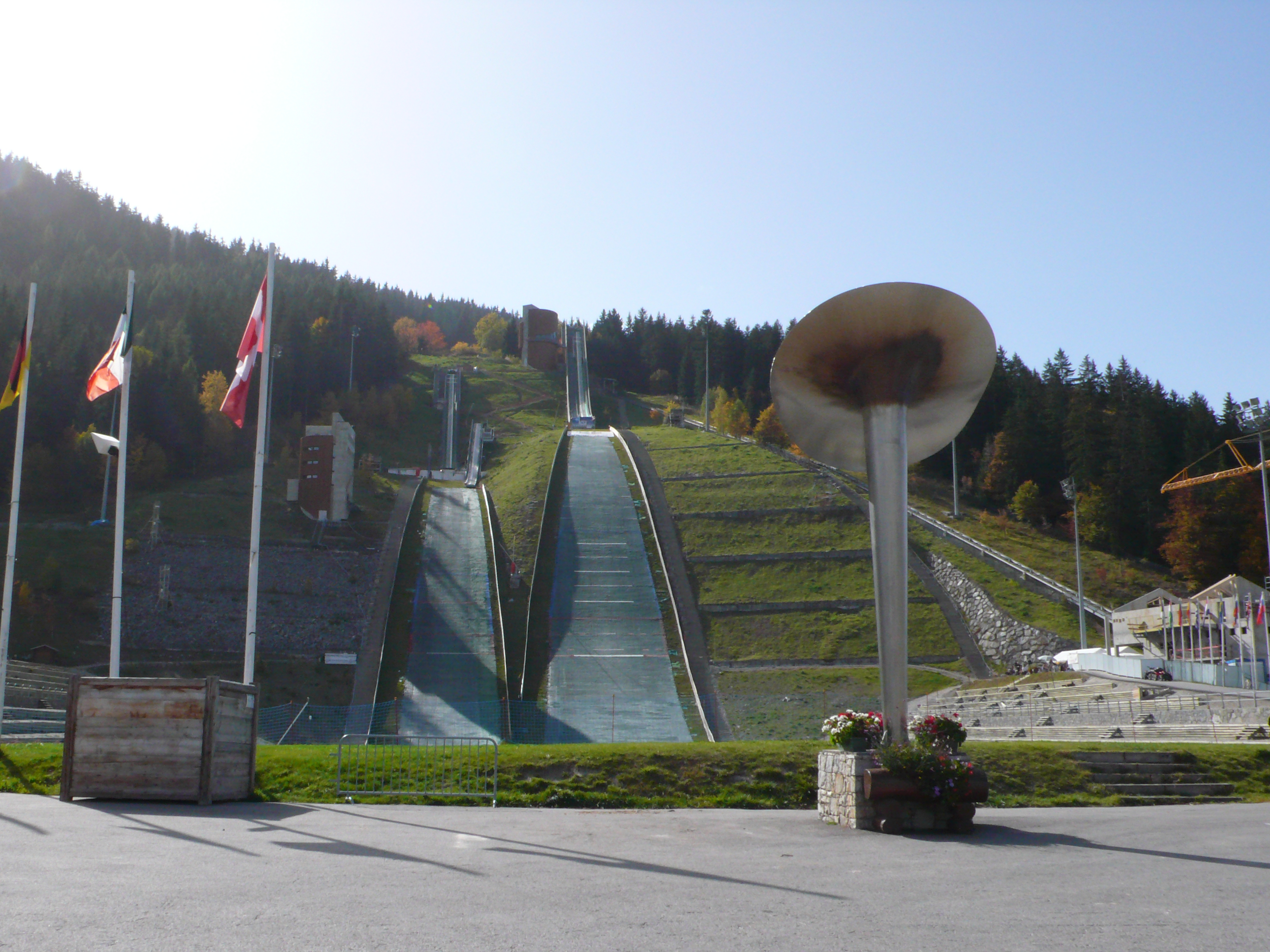
Le tremplin du Praz en 2010 ; au premier plan, la vasque olympique.

| \| Albertville Les Saisies Courchevel Méribel Les Menuires La Plagne Les Arcs Val-d'Isère Tignes Pralognan-la-Vanoise \| Localisation des sites des épreuves olympiques · en Savoie. |
| Albertville Les Saisies Courchevel Méribel Les Menuires La Plagne Les Arcs Val-d'Isère Tignes Pralognan-la-Vanoise                                                                   |

Les 57 épreuves de ces Jeux se déroulent sur 10 sites répartis entre la ville hôte, Albertville, et neuf stations de sport d'hiver de la vallée de la Tarentaise.
Albertville   
À Albertville, deux aménagements sont conçus pour recevoir les 18 épreuves de trois disciplines olympiques : le patinage artistique, le patinage de vitesse ainsi que le patinage de vitesse sur piste courte (Short-Track). La construction d'une halle de glace — aujourd'hui Halle olympique — est réalisée pour accueillir les épreuves de patinage artistique et de Short-Track (30 × 60 m). Celle-ci est aménagée pour recevoir 9 000 spectateurs. Une patinoire répondant aux mêmes normes a été montée pour accueillir les sessions d'entraînement des athlètes. Démontée après les Jeux, elle est reconstruite en 1994 sur la commune de Wasquehal, devenant la patinoire Serge Charles. L'ovale de glace surnommé l'anneau de vitesse (400 × 12 m) est aussi conçu pour être temporaire. Le site peut accueillir 10 000 spectateurs, dont 2 000 sous abris. C'est la dernière olympiade où l'anneau de glace est disposé en extérieur. Après les Jeux, il est démonté et le stade est reconverti pour devenir un stade d'athlétisme.
La particularité de ces Jeux tient dans le fait que la candidature de la ville hôte s'appuie surtout sur l'implantation des sites des épreuves dans les grandes stations de sport d'hiver de la vallée de la Tarentaise :
Courchevel   
Le site du Praz sur le domaine skiable de la station de Courchevel (village de Saint-Bon-Tarentaise) accueille les épreuves de combiné nordique et de saut à ski. Ce site était déjà équipé dans les années 1950 d'un tremplin à ski. Pour le déroulement des épreuves, deux tremplins de saut à ski de 90 et 120 m sont construits. L'équipement est réaménagé pour une utilisation en période estivale. Le coût final est de 134 millions de francs, alors qu'une première évaluation l'avait estimé à 61 millions.
La Plagne  
Le domaine de La Plagne, constitué de onze stations (45 000 lits), se voit l'organisateur des épreuves de bobsleigh et luge, alors que ses dirigeants avaient espéré accueillir une épreuve de ski alpin. En aval de la station, au lieu-dit La Roche, une piste de bobsleigh, luge et skeleton de 1 800 m de long, comportant 19 virages est aménagée. Cet ouvrage, malgré un dossier technique complet et répondant notamment aux problématiques climatiques, est l'un de ceux qui reçut le plus de critiques quant à sa réalisation. On reproche ainsi son coût (233 millions de francs, alors que l'évaluation initiale l'évaluait à 67 millions), son utilité face aux quelques centaines d'adhérents en lien avec ces sports (cependant cet équipement est une condition nécessaire pour pouvoir accueillir les Jeux), mais aussi son aspect environnemental notamment en lien avec le stockage de 40 ou 45 tonnes d'ammoniac permettant de réfrigérer la piste, dont l'usage est interdit dans les lieux publics. De plus, une polémique sur le lieu d'édification s'engage, car la piste est construite sur une pente en milieu instable et marécageux,.
Les Arcs
La station des Arcs 2000, située sur le domaine des Arcs (28 095 lits), accueille le site où se déroule pour la première fois en démonstration dans le cadre des Jeux olympiques l'épreuve de ski de vitesse (ou kilomètre lancé ou encore KL). Le choix de la piste doit reposer sur des caractéristiques permettant le bon déroulement de l'épreuve, et notamment une pente très raide. Ainsi, la piste de vitesse des Arcs fait une longueur de 1 740 mètres, et présente une pente dont la partie supérieure est de 70 %. Le départ se déroule à 2 710 mètres pour une arrivée à 2 145 mètres, soit une dénivelée totale de 565 mètres.
Les Saisies  
Le site des Saisies (10 000 lits), situé dans le massif du Beaufortain (à 40 km d'Albertville et 59 km de Moûtiers), hérite de l'organisation des épreuves de biathlon et de ski de fond. Au départ, les hésitations ont pu porter le choix pour l'organisation des épreuves de fond sur le plateau du Revard, mais l'éloignement par rapport à la Tarentaise a permis rapidement d'opter pour la station beaufortine. La station possède surtout un micro-climat idéal pour l'organisation de ces sports. La station se prépare à l'accueil de l'événement en aménageant un stade olympique de ski nordique. Lors des précédents Jeux de Calgary (1988), le skieur Franck Piccard, originaire de la station, a obtenu une médaille d'or en super G. Le président de la station, André Mercier, fait évoluer l'office du tourisme en Groupement d'intérêt économique, Les Saisies Promotion, afin de mieux gérer l'arrivée et l'organisation de ces Jeux sur le territoire de cette station. Si le bilan est plutôt positif quant au déroulement, le skieur Piccard ayant même remporté une médaille d'argent en descente, la structure du GIE est mise à mal par des problèmes internes et un endettement important (5 millions de francs) et doit être dissous.

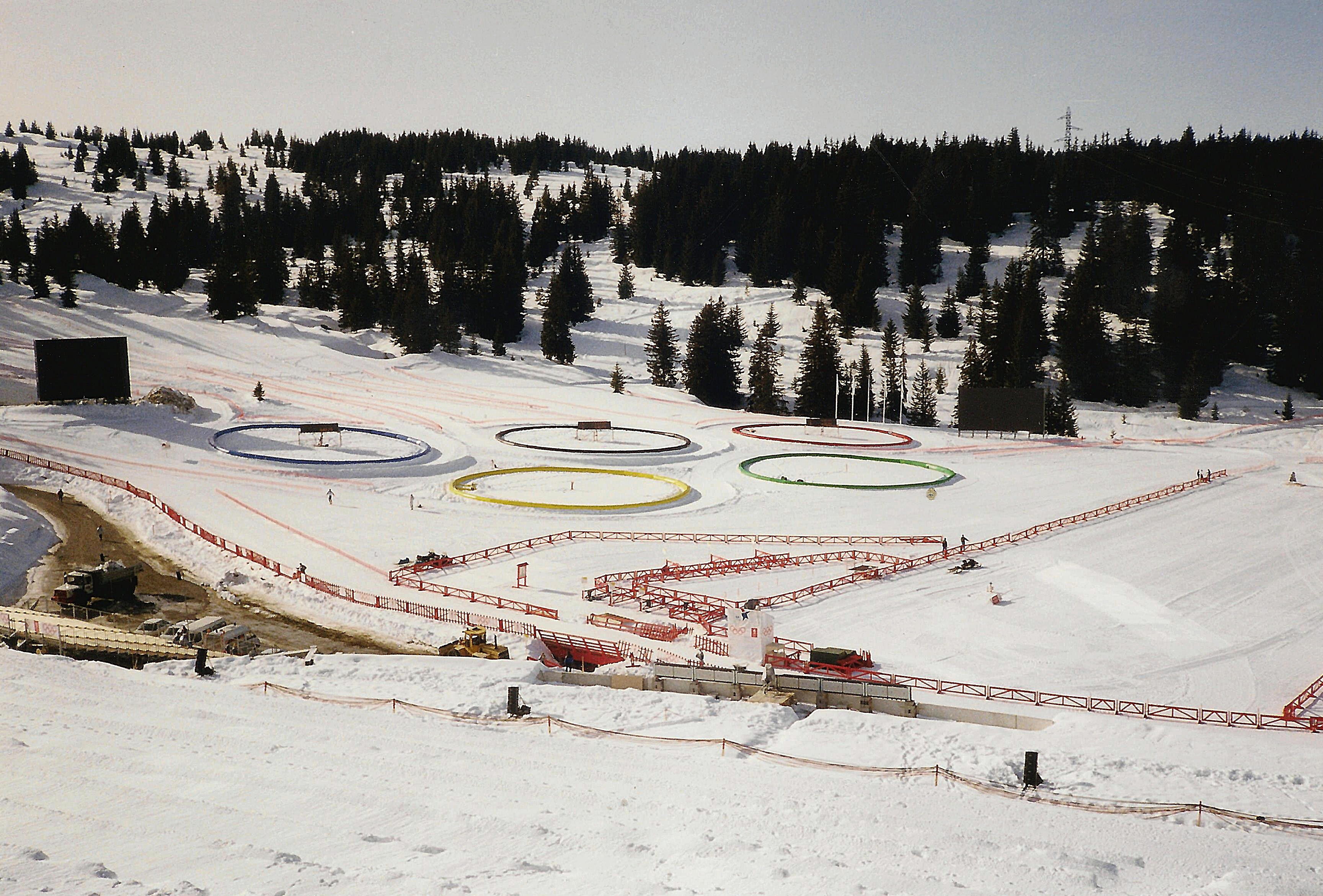
Le stade de Ski de fond et de Biathlon.
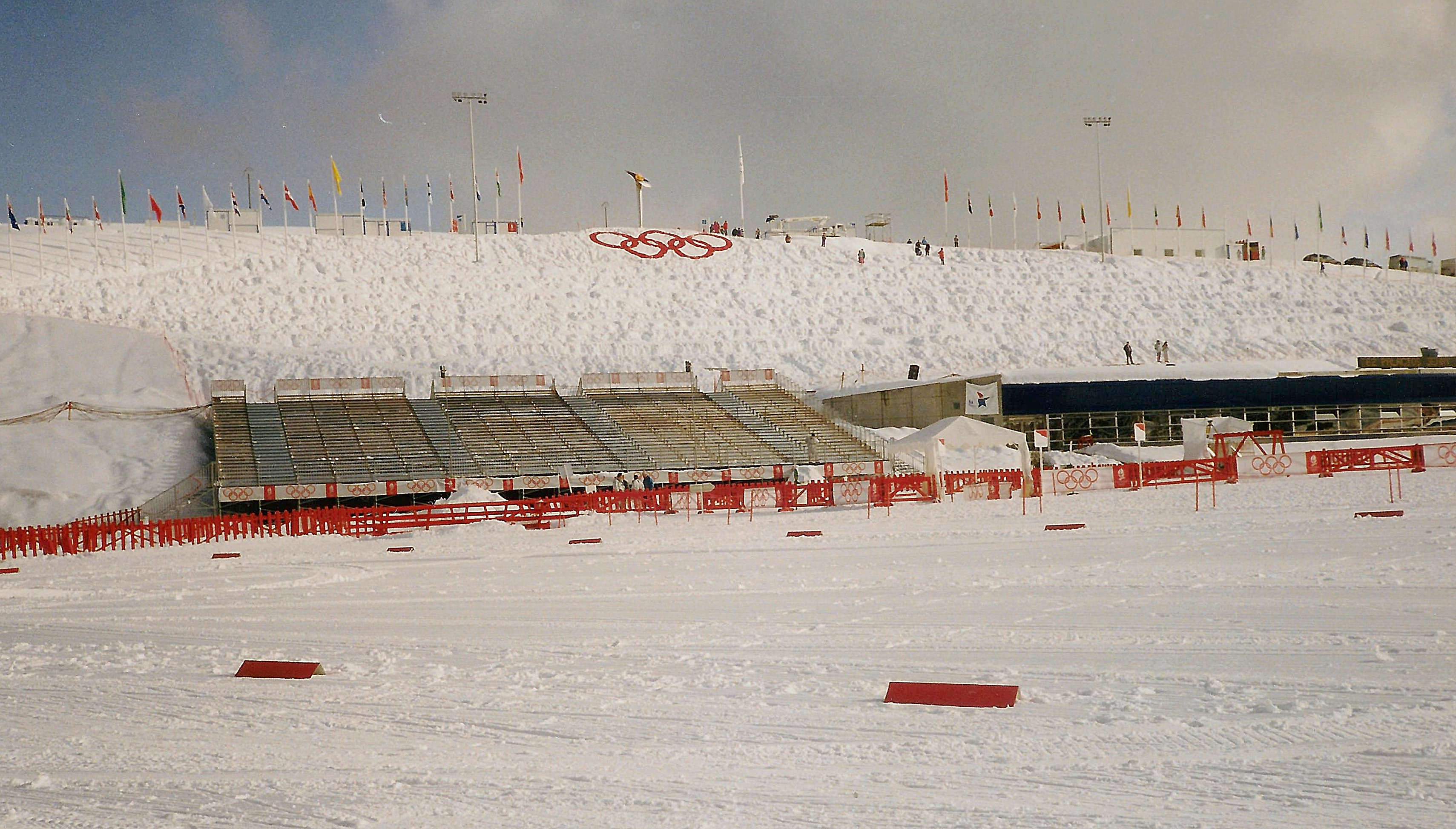
Les tribunes vues depuis l'anneau de pénalité.
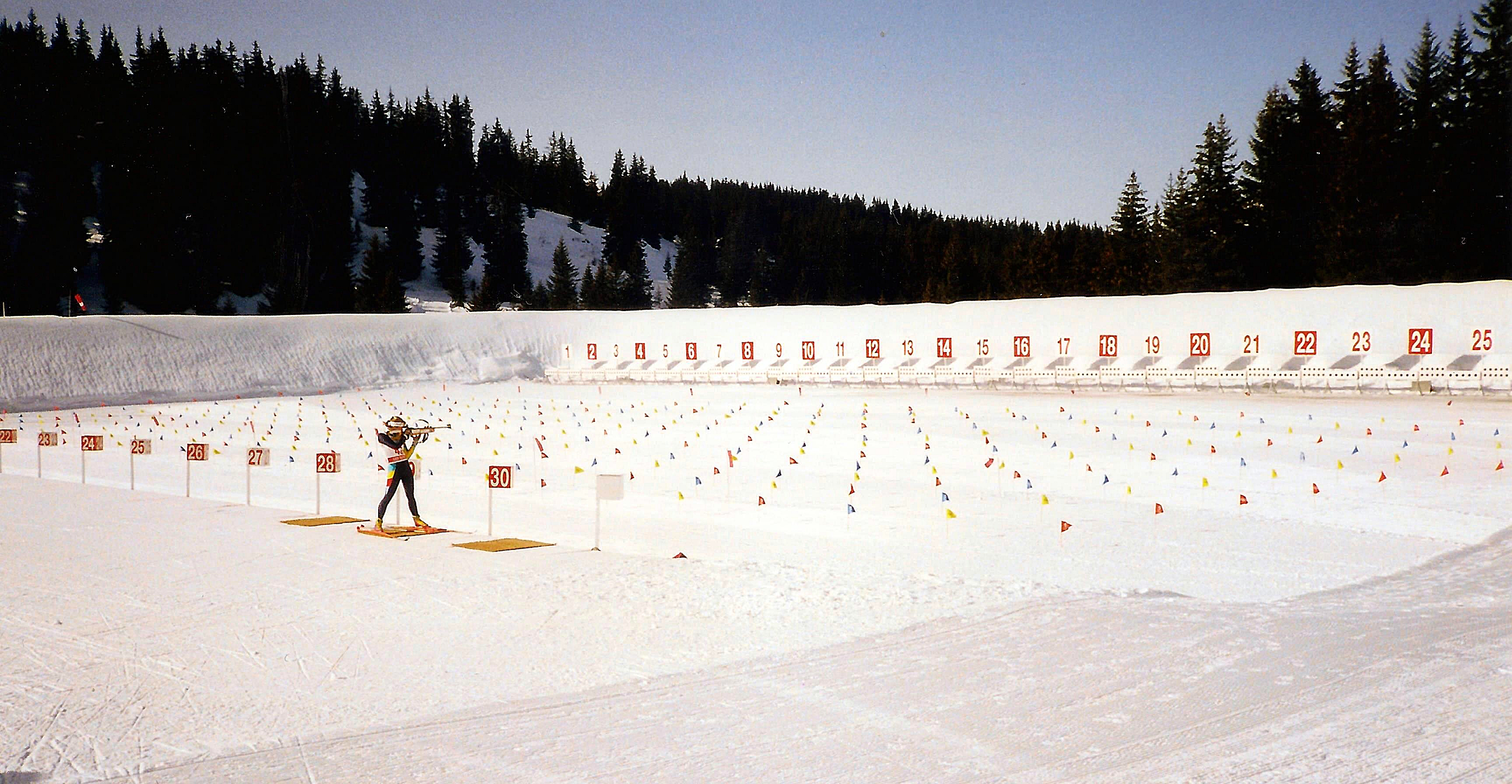
Le pas de tir du Stade.
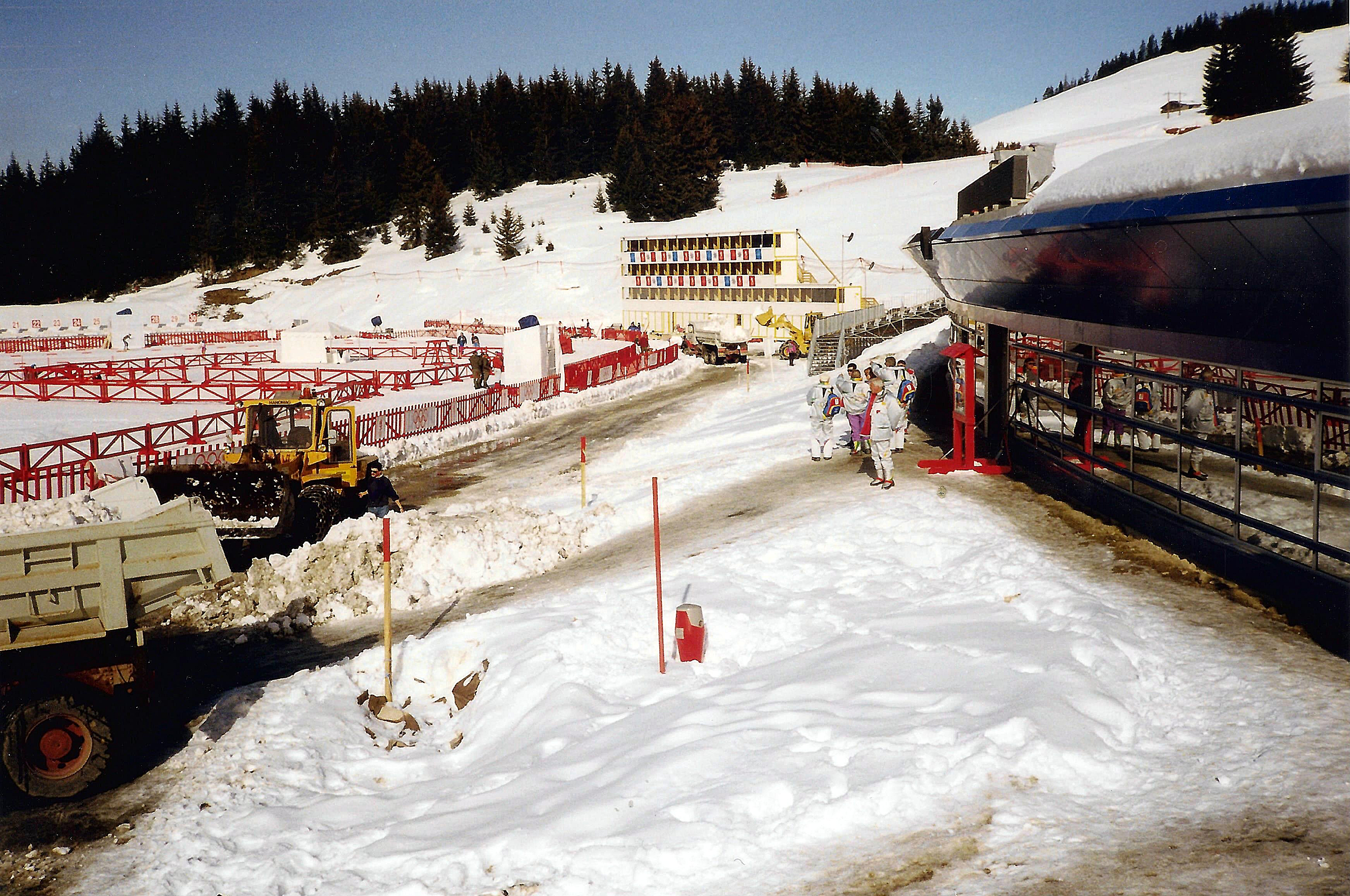
Le poste de chronométrage et les cabines médias.

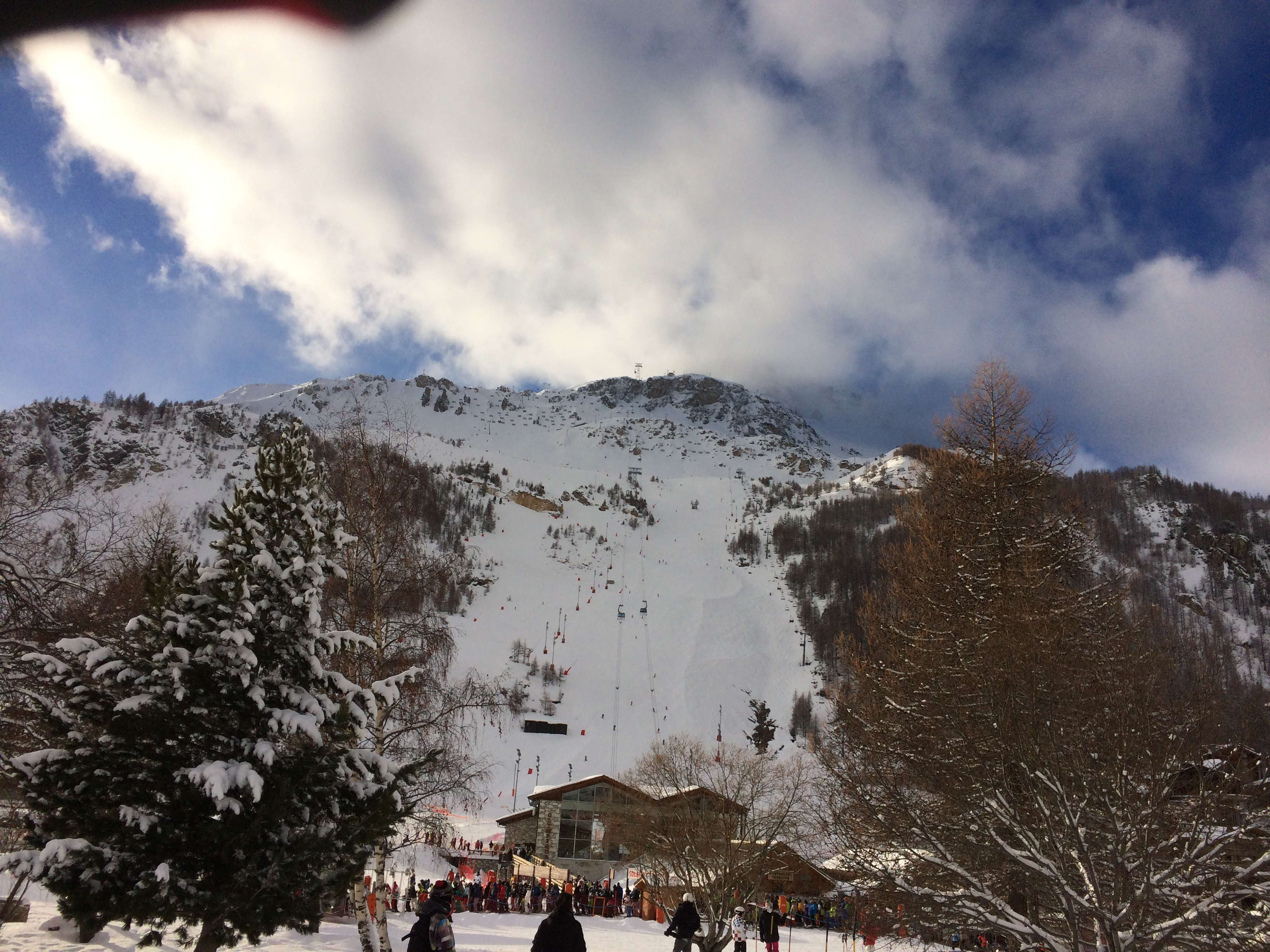
La Face de Bellevarde de Val d'Isère, où ont lieu la Descente, le Super-G et le Slalom Géant masculins.

Val d'Isère 
La station de Val-d'Isère (1 700 habitants, 25 000 lits) a la particularité d'être la station du coprésident Jean-Claude Killy, et d'avoir associé son domaine skiable à la station voisine de Tignes donnant naissance à l'Espace Killy. Elle organise quatre épreuves de ski alpin hommes, la descente, le slalom géant, le super G et le combiné. Celles-ci ont lieu sur la face de Bellevarde. Les parcours, conçus par le champion olympique suisse de 1972 Bernhard Russi, sont réalisés par le 7e bataillon de chasseurs alpins. Le départ pour la descente s'effectue à 2 807 m (959 m de dénivelé) et pour le super G à 2 356 m (517 m de dénivelé) pour arriver au bas des pistes à 1 848 m.
Les Ménuires-Val Thorens 
La vallée des Belleville, située sur la commune de Saint-Martin-de-Belleville (2 300 habitants), accueille sur son territoire deux des plus grandes stations de Tarentaise, Les Ménuires (22 000 lits) et Val Thorens (18 000 lits), intégrées à l'espace des Trois Vallées. Le site des Ménuires est choisi, malgré quelques réticences, pour l'épreuve de slalom hommes, seule épreuve de ski alpin hommes à ne pas se dérouler à Val d'Isère.
Méribel 
La station de Méribel (27 000 lits), dans la vallée des Allues, se situe au cœur du domaine des Trois Vallées. La station aménage la piste du Roc de Fer pour accueillir le ski alpin dames et fait construire une nouvelle patinoire pour l'organisation du tournoi olympique de hockey sur glace. Le nouvel édifice est un complexe de 24 000 m2 d'une capacité de 2 500 places assises, réalisé par le cabinet d'architectes Xavier Chambre, Daniel  Vibert et André Zanassi, livrée fin 1991.
Tignes 
La station de Tignes (2 000 habitants, 28 000 lits), seconde composante de l'Espace Killy, s'incline face à Val d'Isère pour l'organisation d'épreuves de ski alpin. Elle obtient cependant l'organisation des trois épreuves de ski acrobatique, dont les bosses qui sont pour la première fois épreuves olympique, ainsi que le ballet (ou acroski) et le saut en démonstration. La station a déjà accueilli les premiers championnats du monde de cette discipline en 1986.
Pralognan-la-Vanoise 
La petite station de Pralognan-la-Vanoise (665 habitants), située au fond de la vallée de Bozel (50 km d'Albertville), souhaite dès les débuts de l'aventure olympique faire partie des sites retenus. Moins connues que ces grandes sœurs de hautes altitudes, elle choisit de participer en tant que site d'accueil de l'épreuve de curling (sport en démonstration),. La réalisation d'une patinoire olympique destinée au sport est décidée. Le coût de l'infrastructure oblige la commune à emprunter 44 millions de francs,. L'inauguration du site a lieu le 8 juillet 1990. Lors du début des épreuves, seules deux pistes sont opérationnelles en raison d'un problème de l'unité de réfrigération. Cependant, le coût de réalisation et d'entretien entraine la commune vers un déficit de 4,6 millions de francs, menant la commune vers une faillite.

### Aménagement des voies de communication
Les Jeux d'Albertville sont l'occasion de moderniser un territoire grâce à l'injection de capitaux provenant tant des collectivités locales (communes, département, région) que de l'État. Tout d'abord, la question primordiale est l'accessibilité aux différents sites qui s'égrainent dans la vallée de la Tarentaise. La RN90, qui mène d'Albertville à Moûtiers, puis aux différentes stations d'altitude, est saturée en temps normal lors des week-ends de départs de vacances. Les Jeux vont être l'occasion de repenser cette circulation dès la combe de Savoie, en aval d'Albertville, ainsi que sur la RN 90. Les collectivités et l'État vont faire construire une autoroute à péage, l'A430, d'une longueur de 15 km, dans le prolongement de l'A43 (Axe Lyon-Italie). Après Albertville, elle trouve son prolongement avec la RN 90, dont on réalise un aménagement en 2×2 voies, pour plus de 125 millions de francs. Des investissements sont aussi faits afin de rénover les différentes routes menant aux sites olympiques. Ces différentes améliorations permettent désormais d'accueillir 30 000 véhicules par jour au lieu de 18 000. La région réalise aussi la mise en gabarit de la RN 212 entre Albertville et Ugine pour un coût de 40 millions de francs. Les travaux d'infrastructures routières sont financés grâce à un prélèvement temporaire, la taxe spéciale d'équipement du département de la Savoie, instauré entre 1987 et 2012.
Par ailleurs, la voie ferrée unique de « La Tarentaise » qui monte vers Bourg-Saint-Maurice est modernisée avec la pose d'une caténaire pour l'électrification, la reprise de la signalisation et des voies d'évitements dans certaines gares sont créées, va permettre d'accueillir des rames de TGV, des automotrices et trains de marchandises et permettre désormais de faire Paris - Bourg-Saint-Maurice en 4 h 50. Sur le parcours, de nombreuses gares sont modernisées avec une voie d'évitement et les bâtiments sont agrandis,.
Toutefois l'aménagement ferroviaire ne concerne pas que la Savoie. La région Rhône-Alpes, qui participe aussi aux investissements, aménage son propre territoire en faisant contourner une partie du trafic des TGV passant par Lyon vers l'Est, en étant connecté à l'aéroport Lyon-Satolas, devenant ainsi la première connexion entre une gare TGV et un aéroport en France. La région compte bien bénéficier des retombées de l'événement international. Ces investissements vont de l'accompagnement aux projets de financement, à l'investissement dans la culture et le tourisme, ou la rénovation des voies de communication ; sa principale réalisation reste cependant la réalisation de cette future plateforme multimodale.
Ces grands travaux d'aménagement ont un impact direct bénéfique sur le taux de chômage du département. Pour une première période de mise en place des infrastructures allant de 1985 à 1990, on observe la création de 14 000 emplois. Toutefois, pour la période à la veille des Jeux (1990-1992), à la suite de la réalisation des principaux aménagements, le chômage passe de 6,5 % à 8,9 %.

## Commémorations et anniversaires

### Monnaies commémoratives
Neuf pièces de 100 francs en argent ou or, œuvres de Joaquin Jimenez, ont été frappées en 1992 pour Les Jeux olympiques d’Albertville.

### Timbres commémoratifs
L'entreprise La Poste, en tant que partenaire officiel du parcours de la flamme, met en place une série de timbres pour l'occasion.
Un timbre d'une valeur faciale de 2,50 F, paru le 9 février 1990 (émission « Premier jour » à Albertville) et retiré de la vente le 10 juillet 1992 représente Magique, les cinq anneaux olympiques et la légende « ALBERTVILLE92 » ; il est vendu à 22 822 844 exemplaires. Dix timbres-poste, d'une valeur faciale unitaire de 2,30 F ou 2,50 F avec une surtaxe de 0,20 F, représentant Magique  et des sportifs stylisés correspondant à dix épreuves olympiques, paraissent en 1990 et 1991. Entre 2 500 000 et 3 500 000 exemplaires de chaque timbre sont vendus. Un douzième timbre commémore les « pays olympiques 1992 » avec une double légende « Albertville » et « Barcelona ». Il fait l'objet d'une émission commune en France et en Espagne. Paru le 19 juin 1992, il est émis à 17 063 695 exemplaires.
La vente des produits permettra à l'entreprise de rembourser sa participation aux Jeux.

### Anniversaire
La ville d'Albertville organise une célébration le 8 février 2012 pour l'anniversaire des vingt ans de l'organisation des Jeux d'hiver. Elle a ainsi réuni 1 650 enfants de la commune afin de reproduire sur l'ancien stade Olympique provisoire, le logotype des Jeux de 1992 ou encore de rallumer la flamme en présence de sportifs. L'émission Envoyé spécial, la suite participe à ses commémorations lors d'un sujet intitulé « Albertville, vingt ans après » diffusé le 11 février 2012. Chacun des autres sites a célébré l'événement à sa manière (organisation d'événements sportifs, expositions, sculptures sur glace, etc.).